# Língua ik
A língua ik, também conhecida como icé-tod, icietot, ngulak, ng’ateus, ng’ateuso, teus, teuso e teuth, é uma língua falada principalmente na região nordeste da Uganda, no distrito de Kaabong, condado de Dodoth, subcondado de Kamion.
O ik é falado pelo povo da etnia de mesmo nome, os Ik (Icé-ám, de maneira nativa). Existem cerca de 14.000 falantes no total, e há evidências de que esse número está aumentando, devido à diminuição de conflitos, ao melhoramento da segurança e ao acesso a serviços de saúde. Na Escala Graduada Expandida de Interrupção Intergeracional (EGIDS, em inglês), a língua se enquadra na categoria 6a, ou seja, é falada por várias gerações e ensinada a crianças, de modo que seja considerada segura pela UNESCO.
Muito dessa situação linguística pode ser assimilada à atitude que os Ik têm em relação à sua língua. Os ik consideram seu idioma um símbolo de sua etnia, identidade e solidariedade, um meio de sobrevivência contra a opressão e os inimigos que enfrentaram. O povo reconhece o idioma como um bem cultural unificador, e por isso ensinam-no e utilizam-no sempre que possível.
O idioma é classificado como parte do subgrupo linguístico kuliak, juntamente com o nyang’i e o soo. O kuliak, por sua vez, é considerado parte do grupo sudanês oriental, pertencente à família nilo-saariana, mas há divergências referentes a essa determinação.

## Etimologia
O povo Ik chama sua própria língua de icé-tót [ītʃé-tôd̥̚], que significa, literalmente, "conversa do povo". A palavra possui a mesma raiz de Icé-ám [ītʃéám], em singular, Ikᵃ [īkḁ], no plural. Essa é a forma como o povo se autodenomina, que pode ser traduzida para "o Povo".
O idioma recebe muitos nomes dos povos vizinhos Teso-Turkanos. Muitos desses ainda são conhecidos, mas possuem significado derrogatório, e há um movimento para colocá-los em desuso. Ng’ateus, ng’ateuso, teus, teuso e teuth são variações de uma mesma palavra (pl. ŋíteusó, sg. éteusóít) que significa "pobre, sem gado ou armamento".
A denominação teso-turkana para seus vizinhos ŋíkúlyâk (sg. ékulyakít), com o mesmo significado de tom derrogatório, originou o termo que abrange o ik e duas outras línguas, kuliak. Alguns estudiosos sugerem substituir a palavra por rub, que significa "o Povo" em proto-kuliak.

## Classificação e línguas relacionadas
O ik é parte do grupo kuliak juntamente com duas línguas em risco de extinção, o nyang'i e o soo. Já acerca da família linguística a qual o kuliak pertence, a hipótese mais aceita e mais recente (2013) coloca-o na família nilo-saariana, ramo sudanês oriental. Entretanto, o ik se distancia de outras línguas do mesmo ramo, e é raramente mencionado.
Existem opiniões conflitantes sobre a classificação genética do grupo linguístico kuliak. Alguns linguistas (Tucker, Lamberti) analisam o kuliak como parte do ramo cuxítico da família afroasiática de línguas, o que advém do elaborado sistema de casos e de alguma similaridade pronominal entre o ik e o egípcio antigo.
Entre aqueles que colocam o kuliak na família nilo-saariana, há uma divisão acerca de qual ramo ele se encaixa. Greenberg, Ehret, Fleming e Lewis apoiam sua locação no sudanês oriental, devido a uma grande quantidade de cognatos lexicais encontrados com línguas nilóticas orientais, além de características morfo-sintáticas compartilhadas. Bender, Knigton e Dimmendaal classificam o grupo como parte da família, mas como satélite/independente. Dimmendaal também cita que o kuliak se aproxima das línguas nilo-saarianas nordestinas, devido a qualidades compartilhadas.
Há ainda linguistas que não consideram que os estudos feitos até agora são o bastante para classificar o kuliak em uma família específica. Gulliver & Gulliver, Laughlin, Heine e König afirmam que a classificação ainda é um desafio devido a insuficiência de evidências ou a resultados conflituosos.
O ik não possui dialetos aparentes, e as variações de fala são mínimas entre seus usuários, ocorrendo principalmente na fonologia e no léxico. Essa realidade é possível por causa de fatores combinados como o pequeno número de falantes, a proximidade geográfica, a mobilidade entre clãs e a solidariedade étnica.

## Distribuição geográfica

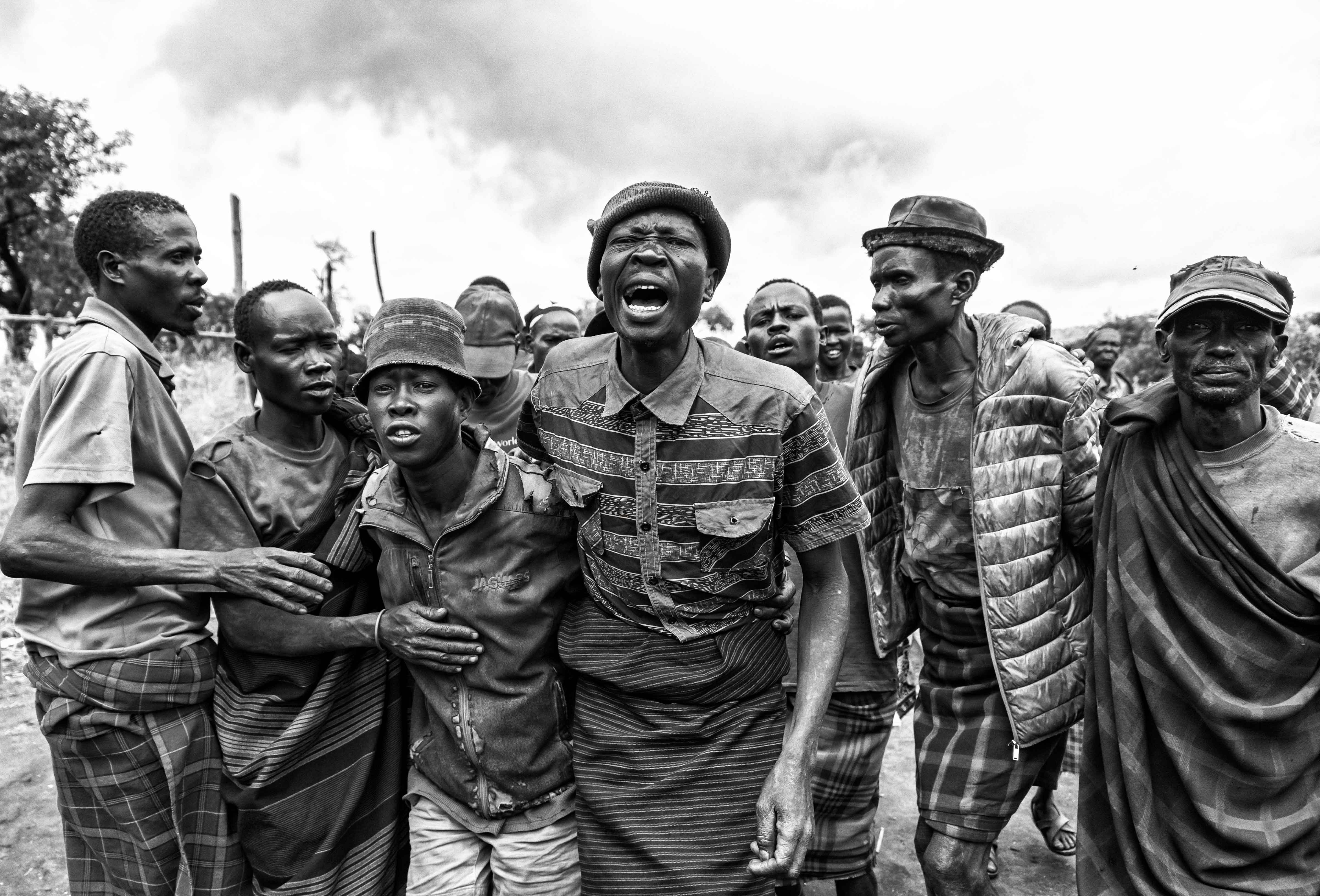
Indivíduos do povo Ik

O povo Ik, em sua maioria, vive no distrito de Kaabong, anteriormente parte do distrito de Kotido, na Uganda. Eles estão concentrados no extremo nordeste da subregião de Karamoja, no subcondado de Kamion do condado de Dodoth. Sua área atual estende-se desde o Monte de Lopokók e a Floresta Tímu no sul da região até o Monte Morúŋole e o Parque Nacional do Vale de Kidepo, ao norte, o que resulta em uma faixa de extensão aproximada de 50km de comprimento e 1km de largura ao longo da fronteira entre o Quênia e a Uganda.
Um grupo Ik de centenas de indivíduos vive em New Site, no Sudão do Sul, e pouco mais de 100 indivíduos podem ser encontrados ao longo da fronteira noroeste do Quênia em busca de condições de vida em centros urbanos. Além desses, uma pequena comunidade Ik vive em Masindi, no oeste da Uganda.
No início no século XXI, os Ik habitavam apenas a nação da Uganda, mas anos recentes mostraram contingentes vagando livremente entre a Uganda, o Quênia, o Sudão do Sul e a Etiópia.
Quando não moram em centros urbanos como Kaabong, na Uganda, ou Kakuma, no Quênia, os Ik vivem em awikᵃ (manyattas ou aldeias) – locais fechados por uma cerca alta feita de paus, postes e espinhos (maríŋ). Essas estruturas podem ser pequenas, hospedando apenas uma família, ou grandes, hospedando de dez a vinte parentes ou famílias não relacionadas.

## História
Não há um estudo profundo histórico feito acerca das origens do idioma ik ou do grupo kuliak. Segundo sua tradição oral, o povo veio do Egito, descendo o Nilo Azul, passando pela Etiópia. Há uma possível conexão entre os pronomes do ik e os do egípcio antigo e médio, e os Ik questionam se seu etnônimo deriva ou relaciona-se ao povo egípcio dos Iksos (Hicsos), mas essa hipósese ainda é especulativa.
Um começo menos especulativo é a partir da Etiópia. O ik foi analisado como detentor de semelhanças com as línguas etíopes afro-asiáticas e outras nilo-saarianas. Um dos estudos realizados (Lamberti, 1988) supõe que o local de nascimento (Urheimat) da língua e do povo ik tenha sido na província do centro-oeste etíope de Gojjam. Embora ainda seja impossível analisar a pré-história dos Ik em detalhes, há evidências de que os povos Kuliak passaram milhares de anos migrando e descendo a partir do sudoeste da Etiópia, vagando pelos desertos e colinas entre as fronteiras do Sudão, Etiópia, Quênia e Uganda, o que seria uma possível explicação para a dificuldade de classificação do grupo linguístico.
O padrão de migrações dos Ik encontra-se no escape de fenômenos como a fome, a sede, a doença e a insegurança. Seu passado reflete a necessidade de sobrevivência em meio a adversidades, o que, de certa forma, continua no século atual com mudanças climáticas, conflitos, discriminação étnica e marginalização. Apesar dos desafios, os Ik estão crescendo numericamente e se preparam para crescer como uma cultura e sociedade, fortalecendo sua língua ao utilizá-la sempre que possível, ensiná-la nas escolas e recitá-la nas igrejas, instituições que historicamente representam uma ameaça para idiomas marginalizados.

## Fonologia
O sistema fonológico do ik possui 39 (trinta e nove) fonemas, sendo eles 30 (trinta) consonantais e 9 (nove) vocálicos, além de dispor de dois níveis de tom subjacentes.

### Consoantes

Mapa do Vale do Rifte, em inglês

O sistema fonológico consonantal do ik possui 30 fonemas. Este número mostra-se alto quando comparado à língua turkana, língua nilótica oriental com a qual possui contato próximo. No entanto, essa quantidade aproxima-se de outras na área maior do Grande Vale do Rifte, onde o daasanach cuxítico possui 25 (vinte e cinco) sons consonantais e o dime omótico possui 33 (trinta e três).
|             |             | Labial | Alveolar | Lateral | Palatal | Velar  | Glotal |
| ----------- | ----------- | ------ | -------- | ------- | ------- | ------ | ------ |
| Plosiva     | Desvozeada  | p      | t        |         |         | k      |        |
| Plosiva     | Vozeada     | b      | d        |         |         | ɡ      |        |
| Implosiva   | Implosiva   | ɓ      | ɗ        |         | ʄ (ʝ)   | ɠ (ƙ)  |        |
| Ejetiva     | Ejetiva     |        | tsʼ      | tɬʼ     |         | kʼ (ƙ) |        |
| Fricativa   | Desvozeada  | f      | s        | ɬ       | ʃ       |        | h      |
| Fricativa   | Vozeada     |        | z        | ɮ       | ʒ       |        | ɦʲ     |
| Africada    | Desvozeada  |        | ts       |         | tʃ (c)  |        |        |
| Africada    | Vozeada     |        | dz       |         | dʒ (j)  |        |        |
| Líquida     | Líquida     |        | r        | l       |         |        |        |
| Nasal       | Nasal       | m      | n        |         | ɲ       | ŋ      |        |
| Aproximante | Aproximante | w      |          |         | j (y)   |        |        |

1. 1 2  As plosivas alveolares são quase dentais, produzidas frontalmente de forma audível, o que é mais notado em alguns falantes do que outros.
2. 1 2 3  As plosivas vozeadas também podem ser descritas como "fortis". A distinção entre fortis e lenis é uma característica observada em línguas súrmicas e nilóticas orientais.
3. 1 2  A ejetiva velar [ƙ] possui alofone, os quais incluem a implosiva velar vozeada [ɠ] e variantes palatalizadas e glotalizadas a partir das vogais posteriores. Há um debate acerca de qual som [ƙ, ɠ] é fonêmico e qual é alofônico. Falantes mais jovens preferem a implosiva, a qual tende a aparecer mais em discursos casuais e velozes.
4. 1 2  Falantes que possuem mais contato com línguas teso-turkanas podem alternar entre a fricativa vozeada [z] e a desvozeada [s].
5. ↑  A africada desvozeada [ʦ] é substituída por [s] por alguns falantes.
6. ↑  As aproximantes, dependendo da silabificação, podem ser analizadas como vogais, sendo chamadas também de semivogais.

A ejetiva africada lateral [tɬʼ] é muito rara no ik falado. Segundo reconstruções, o som é usualmente substituído pela implosiva palatal [ʄ], o que pode ser observado em tlʼɔt → ʝɔtᵃ (Adenium obesum - espécie de planta) e tlʼáɓú-ɡwa → ʝáɓú-ɡwa (galinha d'angola). Uma corrente semelhante pode ser observada entre crianças pequenas do povo que substituem [ʝ] por [ʦʼ], como em áʝʊ́ƙɔtɪ́akᵃ → átsʼʊ́ƙɔtɪ́akᵃ (eu comi).
A fricativa desvozeada [ʃ] é derivada da fricativa lateral desvozeada [ɬ], usada por falantes mais velhos. Assim, [ɬ], tal qual [tɬʼ], está em risco de desaparecer. Falantes utilizam [ɬ] ou [ʃ], nunca os dois. Falantes de meia idade podem ocasionalmente pronunciar a fricativa palatal com uma pequena lateralidade, e jovens que têm contato com línguas teso-turkanas, as quais não possuem o fonema [ʃ], tendem a mudá-lo para [tʃ] ou [dʒ].
A fricativa lateral vozeada [ɮ] é também observada como marginal, pronunciada raramente pelos mais velhos. Ela se dividiu em [ʒ] e [ɦʲ]. A fonética da fricativa glotal [ɦʲ] é difícil de se definir, mas é evidente que [ɦ] nunca aparece sem a palatalização. O som também já foi representado como [ʱj]. Para alguns falantes, especialmente os mais novos, a consoante pode perder seu vozeamento ou sua estridência, ocasionando variantes como [hj] ou [j].

#### Desvozeamento consonantal
Em ik, algumas consoantes vozeadas que estão localizadas antes de vogais desvozeadas ou pausas na fala, como no final de uma frase, sofrem desvozeamento parcial ou desoclusão inaudível. Desse modo, além dos 30 fonemas consonantais, há um número considerável de alofones gerados a partir desse processo.
|    | Desvozeada parcial | Desoclusas |
| -- | ------------------ | ---------- |
| b  | b̥                  | b̥̚          |
| d  | d̥                  | d̥̚          |
| g  | ɡ̊                  | ɡ̊̚          |
| ɓ  | ɓ̥                  | ɓ̥̚          |
| ɗ  | ɗ̥                  | ɗ̥̚          |
| ʝ  | ʝ̊                  | ʝ̊̚          |
| z  | z̥                  |            |
| dz | ʣ̥                  |            |
| r  | r̥ (ou [r̥ː])        |            |
| l  | l̥                  | l̥̚          |
| w  | w̥                  |            |
| y  | ẙ                  |            |

1. ↑  A implosiva alveolar sonora [ɗ] chega perto de ser retroflexa por vezes

As consoantes plosivas do ik [p, b, t, d, k, ɡ] podem todas tornar-se desoclusas antes de uma pausa, mas apenas quando a vogal pré-pausa é deletada inteiramente. Dessa forma, as plosivas desvozeadas possuem também os alofones [p̚, t̚, k̚].

### Vogais
O ik utiliza 9 vogais, a vogal aberta [a] e outros 4 (quatro) pares que se diferenciam na posição da raiz da língua, a qual pode ser avançada (+ATR) ou neutra (-ATR). O sistema vocálico do ik se assemelha a alguns de línguas súrmicas, como o didinga, e outros de línguas nilóticas-orientais, como o turkana.
|         | Anterior | Anterior | Posterior | Posterior |
|         | +ATR     | -ATR     | -ATR      | +ATR      |
| ------- | -------- | -------- | --------- | --------- |
| Fechada | i        | ɪ        | ʊ         | u         |
| Média   | e        | ɛ        | ɔ         | o         |
| Aberta  | a        | a        | a         | a         |

As vogais do ik são todas vozeadas, exceto quando precedem uma pausa, em que são desvozeadas. As vogais com posição avançada da raiz da língua (+ATR) podem ser caracterizadas como pesadas ou soprosas, e aquelas que possuem uma posição neutra (-ATR) são caracterizadas como leves ou planas.
As vogais posteriores [o, ɔ, u, ʊ] podem ser dessilabificadas antes de uma vogal adjacente, desde que [w] seja utilizado como um alofone semi-vocálico. O mesmo ocorre com as anteriores [i, ɪ], produzindo um alofone semi-vocálico em [j].

#### Desvozeamento vocálico
Como regra geral, qualquer vogal imediatamente antes de uma pausa na fala em ik sofre desvozeamento. Esse processo pode dividir-se em duas situações: a vogal ser desvozeada e sussurrada, ou ser desvozeada e apagada (o que torna o apagamento da vogal uma espécie de alofone dos sons vocálicos). Uma vogal desvozeada é inaudível quando a anterior é idêntica ou próxima a ela.
| Glosa      | Escrita | Transcrição | Tradução              |
| ---------- | ------- | ----------- | --------------------- |
| ín-o \|\|  | ínᵒ     | [íno̥]       | com um(ns) animal(is) |
| ínó-o \|\| | ínó     | [ínó]       | de um(ns) animal (is) |
| baro-o     | baroᵒ   | [bàrò]      | do curral             |
| dakú-o     | dakúᵒ   | [dākú]      | da árvore             |

A regra é suspensa apenas em quatro situações:
- quando a sentença possui entonação interrogativa;
- quando a sentença possui entonação solícita;
- quando aparecem os demonstrativos anafóricos =ꜜdɛ́ɛ́ (sg.) ou =ꜜdíí (pl.);
- quando a vogal em si faz parte de um demonstrativo dêitico.

Nas duas primeiras situações, a manutenção do vozeamento reflete a noção pragmática de que a oração não apresenta o nível de finalidade necessário para o desvozeamento, em que as perguntas requerem uma resposta e as solicitações requerem uma confirmação. Não há explicação certa para o terceiro cenário. Acerca da última situação, muitos demonstrativos dêiticos são formados apenas por uma consoante e uma vogal, tornando seu desvozeamento inviável.
|                             | Frase                  | Glosa                     | Tradução                          |
| --------------------------- | ---------------------- | ------------------------- | --------------------------------- |
| Indicativo (situação usual) | Ƙaa naa awak.          | ƙa-a=náa awá-kᵉ           | Ele/a foi para casa.              |
| Tom interrogativo           | Ƙaa naa awee?          | ƙa-a=náa awé-e            | Ele/a foi para casa?              |
| Tom solícito                | Ƙaa naa aweee?         | ƙa-a=náa awé-eé           | Ele/a foi para casa, tudo bem?    |
| Demonstrativo anafórico     | Ƙaa naa awee dee kona. | ƙa-a=náa awé-é=ꜜdéé kɔn-a | Ele/a foi para aquela mesma casa. |
| Demonstrativo dêitico       | Ƙaa naa awee ne.       | ƙa-a=náa awé-é=ne (**n)   | Ele/a foi para aquela casa.       |

#### Contraste vocálico

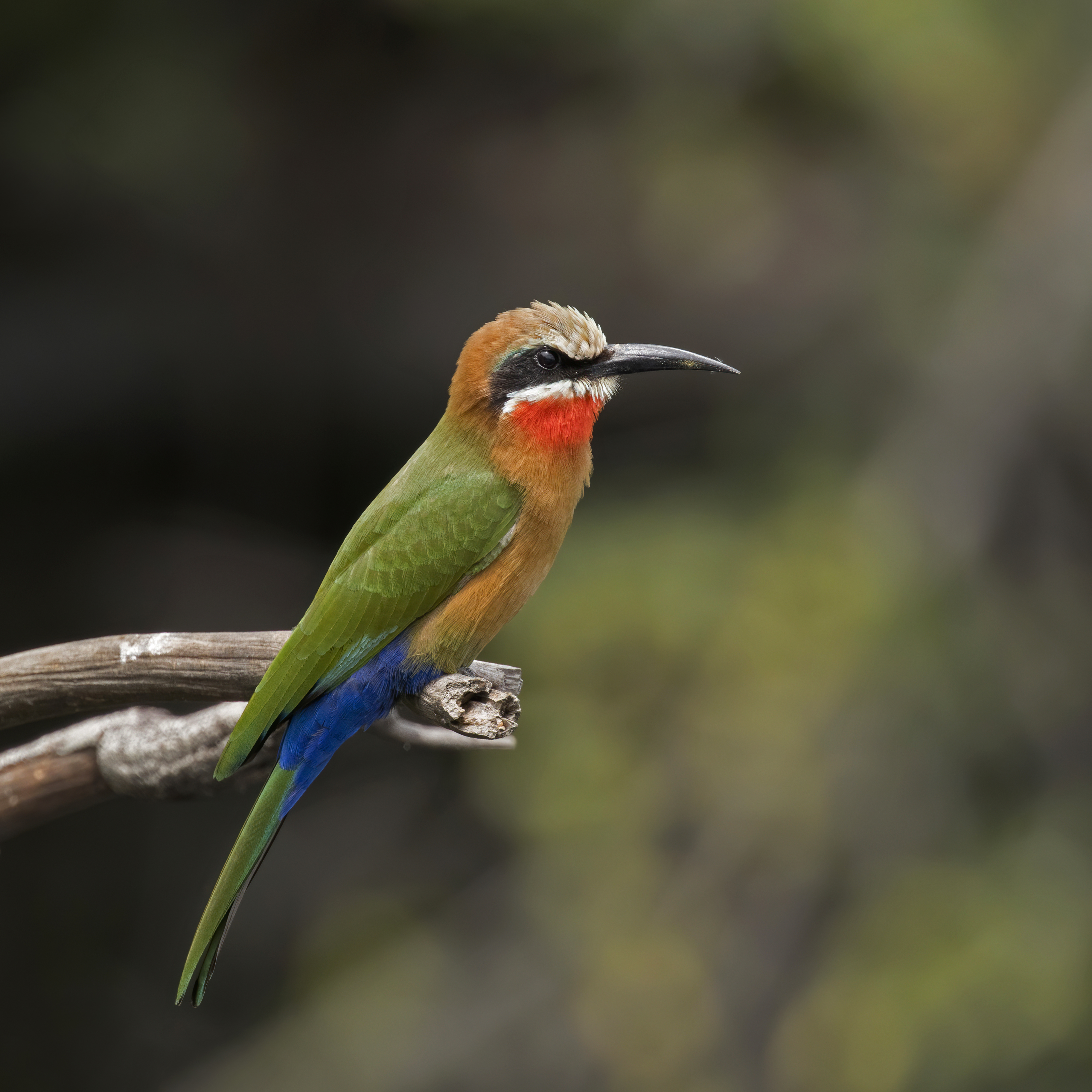
Espécie de abelharuco. Tsól, em ik

Uma das evidências da existência de 9 vogais diferentes em ik é o contraste vocálico, em que a mudança de vogal muda o significado da palavra, como pode ser observado abaixo.
| /i‒ɪ/ | ínwᵃ ɪnwᵃˊ | animal avelós          | ɡidᵃ ɡɪzá  | nuvem superfície de pedra      |
| /e‒ɛ/ | céŋ cɛŋˊ   | piada pica-pau         | édᵃ ɛ́bᵃ    | nome chifre                    |
| /a‒ɛ/ | lar lɛr    | cano espécie de acácia | habᵃ ɦyɛɡᵃ | colmeia de árvore medula óssea |
| /u‒ʊ/ | gúr ɡʊr    | coração marabu         | kurˊ kʊ́ra  | sombra espécie de acácia       |
| /o‒ɔ/ | nos´ nɔs   | leopardo macho barulho | tsól tsɔ́r  | abelharuco babuíno             |
| /a‒ɔ/ | kakᵃˊ kɔkᵃ | folha cana pequena     | fádwᵃ fɔ́ɗᵃ | escala tanga                   |

#### Harmonia vocálica
Como muitas línguas subsaarianas, o ik possui um sistema de harmonia vocálica do modelo ATR. Esse sistema faz, como condição geral, com que todas as vogais de uma mesma palavra fonética sejam semelhantes de acordo com a posição da raiz da língua. O ik possui dois pares de vogais altamente contrastivas, dois pares de vogais com contraste médio e uma vogal neutra.
| +ATR    | Anterior | Posterior |
| ------- | -------- | --------- |
| Fechada | i        | u         |
| Média   | e        | o         |
| -ATR    | Anterior | Posterior |
| Fechada | ɪ        | ʊ         |
| Média   | ɛ        | ɔ         |
| Aberta  | a        | a         |

O ik é uma língua com posição avançada da raiz da língua (+ATR) dominante e harmonia vocálica dominante-recessiva. A propagação da harmonia é bidirecional, e ela atua em níveis tanto lexicais quanto pós lexicais. Raízes lexicais são especificadas segundo seu ATR e raízes com +ATR propagam sua harmonia para todos os afixos (que, em ik, são apenas sufixos) recessivos em sua direita.
| Substantivos | Substantivos        | Substantivos | Substantivos          |  | Verbos | Verbos              | Verbos | Verbos                       |
| +ATR         | +ATR                | -ATR         | -ATR                  |  | +ATR   | +ATR                | -ATR   | -ATR                         |
| ------------ | ------------------- | ------------ | --------------------- |  | ------ | ------------------- | ------ | ---------------------------- |
| bíroó-       | espécie de ave      | bɪ́lɔɔrɔ́-     | espécie de ave        |  | bíz-   | pressionar, apertar | bɛ́ɗ-   | querer                       |
| demio-       | oliveira selvagem   | cɛmɛrɪ-      | erva                  |  | ɓoɓ-   | ser profundo        | ɓɔ́ŋ-   | estar quase maduro           |
| fetí-        | sol                 | dʊɗɛ́rɛ-      | besouro aquático      |  | dim-   | recusar             | cɛm-   | brigar                       |
| girúu-       | gafanhoto           | ɗɛrɛ́tʊ́-      | goma-arábica sudanesa |  | eréɡ-  | usar                | dʊ́b-   | pegar, capturar              |
| hoo-         | cabana, barraca     | ɛkɛʊ́-        | fibra muscular        |  | fóʝ-   | assobiar            | ɡwɪr-  | pular para cima e para baixo |
| ídeme-       | cobra               | ɡɔɡɔmɔ́-      | esterno (osso)        |  | ɡóóz-  | jogar fora          | hɔn-   | dirigir                      |
| jíjei-       | margem oposta       | ʝɪrɔkʊ-      | lança de brinquedo    |  | hoɗ-   | livrar, liberar     | ɪfɔ-   | fugir                        |
| ʝolílé-      | milhafe-preto (ave) | kɪ́ɗɔlɛ́ɛ-     | babuíno jovem         |  | itél-  | assistir (a)        | ʝɛʝ-   | ficar                        |
| nébu-        | corpo               | ƙɔfɔ́ɔ-       | porongo (planta)      |  | luƙ-   | engolir             | kɔ́ŋ-   | cozinhar                     |
| rébe-        | milheto (planta)    | ɲɛ́ɛ́sɛɛ́-      | rocha grande          |  | mídz-  | cheirar             | ƙʊɗ-   | chupar, sugar                |

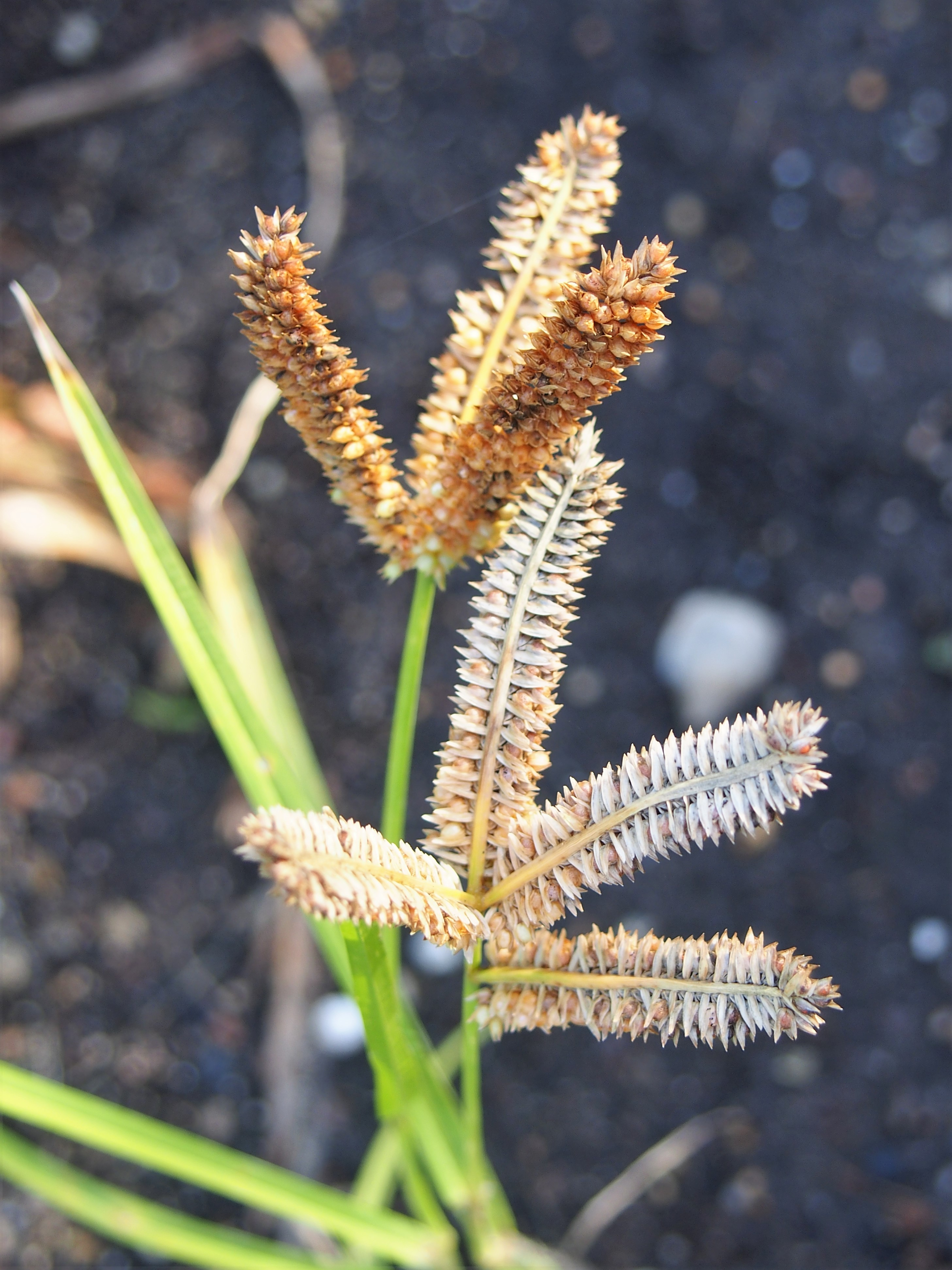
Tipo de milheto. Rébe-, em ik

Todos os sufixos também são divididos de acordo com seu ATR, e há sufixos dominantes, que propagam harmonia para a raiz e outros elementos. São três sufixos dominantes principais no ik: o pluracional {-í-}, o plurativo {-íkó-} e o médio {-ím-}. Existem também os sufixos opaco-dominantes, que realizam a harmonização apenas para a direita e possuem [a] como uma de suas únicas vogais. Esses incluem o sufixo {-a+}, que é idêntico ao caso nominativo, o sufixo adjetivo distributivo {-aák+-}, o paciente {-amá+-}, o sufixo adjetivo estativo {-án+}, hortativo/optativo {-anoˊ}, o sufixo pronominal vinculado à 3PL {-áti-}, o sufixo de caso acusativo {-ka+} e o sufixo de aspecto presente perfeito {-ˊka+}. Os demais sufixos são recessivos.
| Sufixo  | Característica | Exemplo de harmonização                                           | Tradução |
| ------- | -------------- | ----------------------------------------------------------------- | --- |
| {-í-}   | pluracional    | bɛr- → ber-í-ím ɪ́baɗ- → ɪ́baɗ-i-ím ɪɗɪ́m- → iɗim-i-ím               | Nós (sempre/normalmente) construímos. Nós (sempre/normalmente) derrubamos. Nós (sempre/normalmente) fazemos. |
| {-íkó-} | plurativo I    | kɔlá- → kól-íkó-o ƙɔ́rɛ́- → ƙór-íkó-o ŋɛ́rá- → ŋér-íkó-o             | São cabras/bodes não castrados? São conchas? (utensílio) São varas de mistura?                               |
| {-ím-}  | médio          | ɪɓʊ́ts- → iɓuts-ím-ét-on ɪlɔ́- → ilo-ím-ét-on ɪráŋ- → ɪraŋ-ím-ét-on | estar errado ser derrotado ser arruinado                                                                     |

A vogal aberta central [a] é a única que parece transitar entre as palavras com vogais +ATR e vogais -ATR, mudando também sua determinação de classe. Do mesmo modo, raízes e afixos contendo apenas a vogal [a] podem ser classificados tanto como +ATR e -ATR. Há certos casos, ainda, em que a vogal [a] bloqueia a propagação da harmonia. Por exemplo, quando o sufixo estativo {-án-} encontra-se entre um verbo com vogais -ATR e o sufixo intransitivo {-òn-}, a harmonia não é propagada para toda a palavra. 
|      | Raiz substantiva | Com sufixo | Tradução    |
| ---- | ---------------- | ---------- | ----------- |
| +ATR | ʃara-            | ʃarɔ-ɔ     | da bexiga   |
| +ATR | ɡwa-             | ɡwɔ-ɔ      | do estômago |
| +ATR | kanaʃaa-         | kanaʃɔ-ɔ   | da colmeia  |
| -ATR | ámá-             | ámó-o      | da pessoa   |
| -ATR | asaka-           | asako-o    | da porta    |
| -ATR | kaná-            | kanó-ó     | de trás     |
|      | Raiz verbal      | Com sufixo | Tradução    |
| +ATR | bar-             | bar-ɔn     | ser rico    |
| +ATR | kán-             | kán-ɛ́s     | lamber      |
| +ATR | tam-             | tam-ɛ́s     | pensar      |
| -ATR | áƙáf-            | áƙáf-on    | bocejar     |
| -ATR | raʝ-             | raʝ-és     | retornar    |
| -ATR | táb-             | táb-es     | tocar       |

| Exemplo        | Tradução             |
| -------------- | -------------------- |
| akwɛ́tɛ́kwɛ́tánón | contorcer-se         |
| ɓɛlɛ́ɓɛ́lánón    | estar rachado        |
| gɔ́lɔ́gɔlánón    | estar torto          |
| ɪlɔ́ɗíŋánón     | ser discriminatório  |
| ŋʊ́zʊmánón      | brigar, 'bater boca' |

### Tons
O ik é uma língua tonal, assim como outras línguas relacionadas como o didinga, o turkana, e outras nilóticas como o acholi e o pocote. Apesar do sistema tonal lexical ser bem desenvolvido, o tom do ik não é gramatical, isto é, não há morfemas específicos contendo apenas tom.
Tucker, um linguista que estudou o ik, afirmou que o idioma possui uma quantidade significativa de tons, sendo dois nivelares, dois decrescentes e um crescente, mas estudos recentes (Heine, 1999) analisam esses como derivados de dois tons mais abrangentes: um alto (H) e um baixo (L). Dessa forma, os níveis, as quedas e as subidas tonais no ik são previsíveis segundo modificações feitas em H e L em certos ambientes fonológicos. H e L, assim, possuem diversos alotones, cada um com sua representação específica.
| Tom | Alotone                     | Regra                                                                                               | IPA |
| --- | --------------------------- | --------------------------------------------------------------------------------------------------- | --- |
| H   | Tom alto                    | Geral                                                                                               | [V́] |
| H   | Tom alto, queda para baixo  | Antes de consoante depressora (b, d, dz, ɡ, h, j, z, ʒ), quando não há H posterior na mesma palavra | [V̂] |
| H   | Tom alto, queda para médio  | Antes de consoante depressora, quando há H posterior na mesma palavra                               | [V᷇] |
| H   | Tom médio, subida para alto | Depois de consoante depressora                                                                      | [V᷄] |
| L   | Tom baixo                   | Depois de H quando não há H posterior no mesmo domínio tonal, e quando não está na borda direita    | [V̀] |
| L   | Tom com queda para baixo    | Quando é o último portador de tom do domínio, sem H flutuante depois                                | [V̏] |
| L   | Tom médio                   | Antes de qualquer H no mesmo domínio, seja palavra ou frase, com o H podendo ser flutuante na borda | [V̄] |
| L   | Tom alto, queda para baixo  | Logo depois de H sem intervenção consonantal                                                        | [V̂] |

A extensão do domínio tonal relevante é definido sintática e pragmaticamente, podendo consistir em um único morfema/palavra, uma frase ou uma oração inteira. O modelo prosódico do ik verifica adiante se há qualquer H que sinalize ao falante para levantar os L existentes para o tom médio. Desta forma, o tom médio atua como a linha de base da prosódia do ik, ou seja, o tom se desvia para cima e para baixo a partir dela.
| Substantivos | Substantivos              |  | Verbos      | Verbos                          |
| ------------ | ------------------------- |  | ----------- | ------------------------------- |
| céŋá- cɛ̄ŋá-  | piada pica-pau            |  | ɓúƙ- ɓùƙ-   | entrar levantar (algo)          |
| ɛ́sá- ɛ̄sá-    | embriaguez cupins         |  | dʊ̂b- dʊ̀b-   | pegar em mãos misturar com água |
| ɡwāá- ɡwàà-  | ave colheita, estômago    |  | hɔ̀n- hɔ́n-   | dirigir perseguir animais       |
| rɔ̄ɓá- ròɓà-  | coleira de animal pessoas |  | ɪ̄tɪ́ŋ- ìtìŋ- | forçar cozinhar                 |
| séí- sèà-    | quartzo sangue            |  | rúɓ- rùɓ-   | grunhir cair                    |

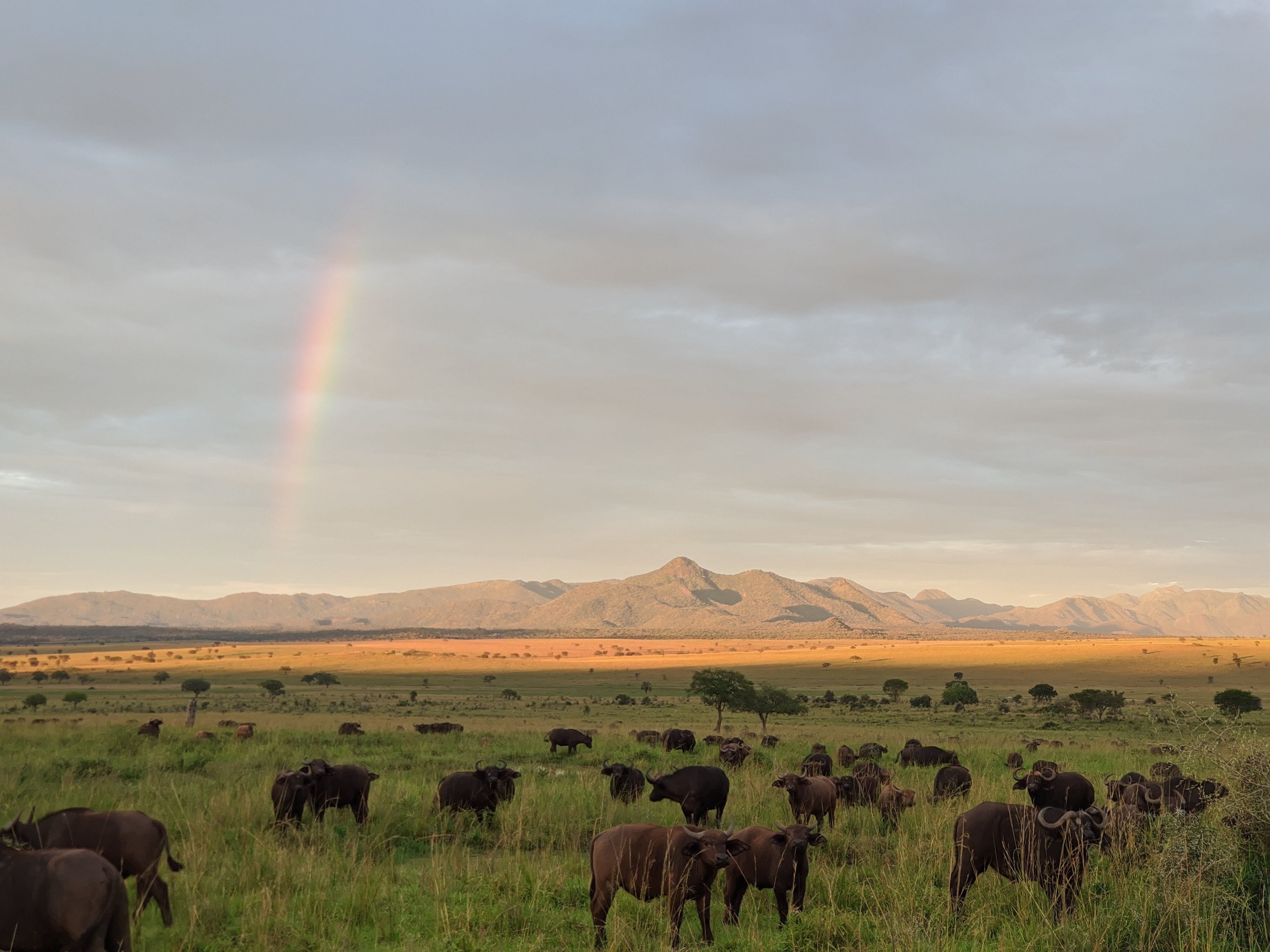
Búfalos no Parque Nacional do Vale de Kidepo, próximo ao território Ik

Todas as variações de tom em ik podem ser derivadas de apenas dois tons subjacentes: H e L. A principal desvantagem dessa análise, no entanto, é a sua abstração. Há uma distância conceitual entre os dois tons subjacentes e suas realizações alotônicas.
O ik exibe uma ampla gama de padrões léxicos, tonais ou melodias, que podem ou não incluir um tom H. Além dos tons em palavras monossilábicas, o idioma possui uma variedade de combinação de tons em palavras de até seis sílabas diferentes.
Em raízes substantivas dissilábicas, trissilábicas e tetrassilábicas, todas as combinações de melodias possíveis aparecem no léxico do idioma. Já em palavras com cinco sílabas, apenas 25 das 32 possibilidades são vistas, o que se assemelha ao que ocorre com palavras de seis sílabas, em que apenas 29 das 64 possibilidades são atestadas. 

### Fonotática

#### Distribuição consonantal
A maioria das consoantes em ik podem ser alocadas a qualquer posição. No entanto, as nasais, as fricativas glotais, a africada /j/ [dʒ] e as implosivas (comparadas a seus pares plosivos) possuem restrições distribucionais.
Nasais seguidas imediatamente por outras consoantes precisam ser formadas no mesmo lugar de articulação que tal consoante. Esse fenômeno é chamado de assimilação nasal, e uma exceção a essa regra ocorre quando uma sequência nasal-plosiva surge de uma síncope vocálica, como ocorre em maraŋ-it-et-és (fazer bem) → maraŋ̩-t-et-és.
| Pronome | Pessoa, caso     | Transcrição Fonética |
| ------- | ---------------- | -------------------- |
| Nkᵃ     | eu, nominativo   | [ŋ́kḁ ̩ ]              |
| Ncⁱ     | eu, oblíquo      | [ɲ̩́ tʃi̥]              |
| Nɡwᵃ    | nós, nominativo  | [ŋ̩̄ɡw̥ḁ]               |
| Ntᵃ     | eles, nominativo | [ń̩tḁ]                |

As fricativas glotais ocorrem apenas no início de palavras. A desvozeada [h] utilizada nessa posição aproxima-se da tendência histórica de línguas relacionadas evitarem sílabas sem onset, mas o ik não apresenta esse princípio definido, o que pode ser observado no contraste da existência de palavras como hɔn (dirigir) e oní (vila abandonada). Mesmo assim, antes da vogal posterior [u], falantes preferem onset. Assim, palavras como úd (espécie de grama) e úg (cavar) recebem pronúncias como [ʷûd̥̚] ou [ʰûd̥̚] e [ʷûɡ̊̚] ou [ʰûɡ̊̚]. A fricativa vozeada palatalizada [ɦʲ] recebeu essa restrição quando a fricativa [ɮ] se dividiu em [ɦʲ] no início e [ʒ] no resto da palavra. Alguns exemplos incluem ɦyɔ (vaca) e ɡóʒowᵃ (névoa).
A africada [dʒ] aparece apenas em posições iniciais ou médias. É um fonema raro, mas pode ser observado em palavras como jeje (tapete de couro), jíje (lado oposto, encosta) e lejé (doença mental).
Implosivas e ejetivas não ocorrem em uma mesma raiz que seus pares plosivos. A única exceção é em algumas instâncias com o [ɗ] e o [d], as quais são doɗᵃ (vagina), dʊɗɛ́r (besouro aquático) e ɲoɗódᵃ (porco-formigueiro).
A consoante rótica pode ser rolada em [r] em qualquer posição, mas ocorre principalmente em posições médias e finais em palavras.

#### Distribuição vocálica
As vogais em ik podem ocorrem em qualquer posição da palavra.
| Início | Início           |  | Final | Final          |
| ------ | ---------------- |  | ----- | -------------- |
| ínó-   | animal           |  | ŋókí- | cachorro       |
| ɪnɔ́-   | avelós           |  | sɪsɪ́- | cerveja de mel |
| ekú-   | olho             |  | ɓóré- | curral         |
| ɛkɛʊ́-  | fibra muscular   |  | ɲɛƙɛ- | fome           |
| aká-   | boca             |  | kwará | montanha       |
| ɔlɪ́rɪ́- | hyrax fêmea      |  | ɲɔtɔ́- | homens         |
| oní-   | vila abandonada  |  | ɗéró- | rato           |
| ʊ́zɛtɪ- | clã Uzet         |  | kafʊ- | espinho        |
| úde-   | espécie de grama |  | dakú- | árvore         |

1. ↑  O hífen foi empregado para demonstrar que os substantivos estão em sua forma lexical.

Encontros vocálicos também podem ocorrer, sejam as vogais idênticas ou distintas, em padrões CVVC ou CVV. Alguns encontros vocálicos do ik são analisados como ditongos ou união de semivogal com vogal por apresentarem dois alvos vocálicos e fazerem parte de uma única unidade tonal.
| CVVC                                                                  | CVVC                                                                  |                                                                       | CVV                                                                   | CVV                                                                   |  | Ditongos | Ditongos          |
| --------------------------------------------------------------------- | --------------------------------------------------------------------- | --------------------------------------------------------------------- | --------------------------------------------------------------------- | --------------------------------------------------------------------- |  | -------- | ----------------- |
| mɪ́ɔkɔ-                                                                | mamba                                                                 |                                                                       | emusia-                                                               | espécie de planta                                                     |  | ɪ̯ɛ́ɓ-     | frio              |
| mɪlɪ́árɪ-                                                              | espécie de planta                                                     |                                                                       | tsarió-                                                               | tecelão/bispo (aves)                                                  |  | ɪ̯ɛƙ-     | estar longe       |
| keídzo-                                                               | espécie de planta                                                     |                                                                       | arɪ́ɛ́-                                                                 | intestinos pequenos                                                   |  | ɪ̯án-     | conversar         |
| leúzo-                                                                | carvão                                                                |                                                                       | ʝɪlɪ́ʊ́-                                                                | espécie de ave                                                        |  | ɪ̯áŋ-     | descansar         |
| mɛʊra-                                                                | estorninho (ave)                                                      |                                                                       | dɛá-                                                                  | perna/pé                                                              |  | ɪ̯át-     | adicionar         |
| ɡwaɪ́tsʼɪ́-                                                             | girafa                                                                |                                                                       | loɓáí-                                                                | doença óssea                                                          |  | ɪɔ́k-     | flor              |
| lɔkaʊɗɛ́-                                                              | gorgulho                                                              |                                                                       | máó-                                                                  | leão                                                                  |  | ɪ̯ʊm-     | capturar noiva    |
| kaúdzo-                                                               | espécie de planta                                                     |                                                                       | isókói-                                                               | espécie de Euphorbia                                                  |  | e̯akwᵃ    | homem             |
| kɔɪ́ná-                                                                | sopro, bafor                                                          |                                                                       | tsoé-                                                                 | cão de caça                                                           |  | e̯as      | verdade           |
| lóúpee-                                                               | espécie de planta                                                     |                                                                       | yʊɛ́-                                                                  | falsidade                                                             |  | e̯ód-     | estar cheio       |
| lósuaɲa-                                                              | bigorna de pedra                                                      |                                                                       | cué-                                                                  | água                                                                  |  | ɛ̯án      | cunhada/co-esposa |
| Outros pares: ie, iu, uo, oa, ɛɪ, ɛɔ, ʊɪ, ʊa, ʊɔ, ɔɛ, ɔʊ, ɔa, aɛ e aɔ | Outros pares: ie, iu, uo, oa, ɛɪ, ɛɔ, ʊɪ, ʊa, ʊɔ, ɔɛ, ɔʊ, ɔa, aɛ e aɔ | Outros pares: ie, iu, uo, oa, ɛɪ, ɛɔ, ʊɪ, ʊa, ʊɔ, ɔɛ, ɔʊ, ɔa, aɛ e aɔ | Outros pares: ie, iu, uo, oa, ɛɪ, ɛɔ, ʊɪ, ʊa, ʊɔ, ɔɛ, ɔʊ, ɔa, aɛ e aɔ | Outros pares: ie, iu, uo, oa, ɛɪ, ɛɔ, ʊɪ, ʊa, ʊɔ, ɔɛ, ɔʊ, ɔa, aɛ e aɔ |  | ɛ̯áátᵃ    | sua irmã          |

#### Sílaba
A estrutura básica das sílabas fonológicas em ik pode ser representada pelo modelo (C)V, que produz as sílabas CV e V. Nesse caso, C pode ser qualquer consoante simples ou complexa. V pode ser uma vogal, um ditongo ou uma nasal silábia imediatamente antes de uma consoante não-nasal.
- V.CV: í.nó- (animal) / é.di- (nome)
- CV.CV: sɪ.sɪ́- (cerveja de mel) / ce.kí- (mulher)
- CV.V: ƙɪ́.ɔ́- (alça de couro) / dɛ.á- (perna)
- V.CV: ŋ́.ka [ŋ́kḁ ̩ ] (eu) / ŋ.ƙeˊ [ŋ̩̄kʼe̥] (come)

## Ortografia

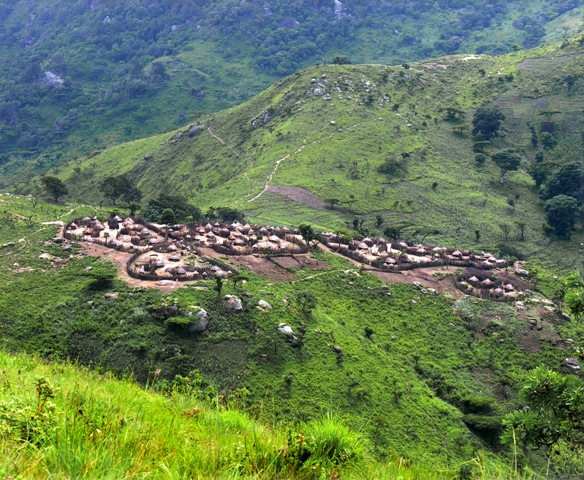
Aldeia Ik no nordeste da Uganda

O ik possui dois sistemas ortográficos: uma ortografia linguística (LingO) e uma ortografia popular (PopO). Isso ocorre devido a diferentes necessidades de diferentes usuários da língua. O PopO é utilizado por e para a população geral, considerado mais simples, enquanto o LingO é utilizado em gramáticas e dicionários.
O PopO descreve 5 vogais das 9 existentes no ik, e não representa tom, harmonia ou desvozeamento vocálico. A ortografia popular segue melhor o sistema da língua falada, enquanto a linguística mantém a opção da escrita de maneiras mais abstratas, em razão da consistência e transparência.
| Letra   | Representação fonológica | Aproximação no português                                                              |
| ------- | ------------------------ | ------------------------------------------------------------------------------------- |
| A a a   | [a]                      | amarelo                                                                               |
| B b     | [b]                      | bola                                                                                  |
| Ɓ ɓ     | [ɓ]                      | como um [b] mas com ar puxado para dentro                                             |
| C c     | [tʃ]                     | tchau                                                                                 |
| D d     | [d]                      | dado                                                                                  |
| Ɗ ɗ     | [ɗ]                      | como um [d] mas com ar puxado para dentro                                             |
| Dz dz   | [dz]                     | como em "adze", no inglês                                                             |
| E e e   | [e]                      | escola                                                                                |
| Ɛ ɛ ɛ   | [ɛ]                      | raquete                                                                               |
| F f     | [f]                      | farofa                                                                                |
| G g     | [g]                      | garfo                                                                                 |
| H h     | [h]                      | hamster                                                                               |
| Hy ɦy   | [ɦj]                     | como o [h] rótico, com som mais rouco                                                 |
| I i i   | [i]                      | ilha                                                                                  |
| Ɨ ɨ ɨ   | [ɪ]                      | bondade                                                                               |
| J j     | [dʒ]                     | dia, em algumas variantes                                                             |
| J' ʝ    | [ʄ]                      | como o [ɠ], mais pra frente na boca                                                   |
| K k     | [k]                      | carta                                                                                 |
| Ƙ ƙ     | [ɠ] [kʼ]                 | como o [g] em gato, com o ar puxado pra dentro como o [k], com o ar ejetado para fora |
| L l     | [l]                      | loja                                                                                  |
| M m     | [m]                      | macaco                                                                                |
| N n     | [n]                      | navio                                                                                 |
| Ŋ ŋ     | [ŋ]                      | como em "sing", no ingês                                                              |
| Ɲ ɲ     | [ɲ]                      | ninho                                                                                 |
| O o o   | [o]                      | olho                                                                                  |
| Ɔ ɔ ɔ   | [ɔ]                      | lençol                                                                                |
| P p     | [p]                      | panela                                                                                |
| R r     | [ɾ] [r]                  | arara rato                                                                            |
| S s     | [s]                      | sapo                                                                                  |
| T t     | [t]                      | tamanho                                                                               |
| Ts ts   | [ts]                     | como em "blitz", no inglês                                                            |
| Ts' ts' | [ts']                    | como o [ts], com o som assobiado                                                      |
| U u u   | [u]                      | urubu                                                                                 |
| Ʉ ʉ ʉ   | [ʊ]                      | banho                                                                                 |
| W w     | [w]                      | automóvel                                                                             |
| X x     | [ʃ]                      | chácara                                                                               |
| Y y     | [j]                      | uivo                                                                                  |
| Z z     | [z]                      | casa                                                                                  |
| Ӡ ʒ     | [ʒ]                      | argila                                                                                |

1. 1 2 3 4 5 6 7 8 9  A vogal superescrita é utilizada para representar o desvozeamento vocálico.

Não há representação ortográfica dos sons consonantais [ɬ], [tɬʼ] e [ɮ]. Isso acontece pois esses fonemas são raramente utilizados e foram, ao longo do tempo, sendo substituídos por outros.
O PopO se aproxima do LingO em todos os fonemas consonantais, mas não diferencia as vogais em -ATR e +ATR. Assim, não representa os fonemas [ɛ], [ɪ], [ɔ] e [ʊ]; agrupando-os, respectivamente, com [e], [i], [o] e [u].

## Gramática

### Pronomes
O termo "pronomes", em ik, abrange palavras e afixos que representam substantivos ausentes ou implícitos, assim como alguns elementos que possuem valor aproximado de pronomes em outras línguas. Palavras com valores pronominais em ik incluem palavras independentes, palavras encontradas apenas em composição, clíticos e sufixos. Todas recebem flexão segundo o caso gramatical, exceto os pronomes relativos, os clíticos e os sufixos verbais.
Alguns dos pronominais são invariáveis em termos de número gramatical, enquanto outros têm plurais supletivos ou podem ser pluralizados com um dos plurais da língua. O ik pode ser considerado um idioma pro-drop, apenas em relação aos pronomes pessoais, exigindo apenas sufixos pronominais de concordância de sujeito.
Os elementos pronominais em ik podem ser divididos em: pronomes pessoais, indefinidos, interrogativos, demonstrativos, relativos, distributivos, coortativos, um pronome reflexivo, um possessivo impessoal, e outro "dummy".

#### Pronomes pessoais
Os pronomes pessoais em ik variam em pessoa do discurso (1ª, 2ª ou 3ª) e número (singular ou plural). Além disso, há distinção entre a primeira pessoa do plural (1PL) inclusiva—aquela em que o interlocutor é incluso na ação—e exclusiva—em que o interlocutor não é incluso. O ik não diferencia gênero gramaticalmente por meio dos pronomes.
|    | 1                     | 2    | 3    |
| -- | --------------------- | ---- | ---- |
| SG | ɲ́ci                   | bi   | ntsí |
| PL | ŋɡó (EXC) ɲjíní (INC) | biti | ńtí  |

Os pronomes pessoais em ik são afetados pelos casos gramaticais existentes na língua, recebendo diferentes sufixações, o que possibilita a substituição de qualquer nome em uma frase. Além dos sufixos, eles também admitem demonstrativos e orações relativas.
| Frase                    | Glosa                      | Tradução                       |
| ------------------------ | -------------------------- | ------------------------------ |
| Ƙamie njinie nii,...     | ƙám-í-e ɲjíní-e=nií        | Como nós aqui (por exemplo)... |
| Bita ni muɗukanaakit,... | bit-a=ni múɗúk-án-aak-ít-ᵃ | Vocês que são cegos,...        |

1. ↑  pronome caso demonstrativo
2. ↑  pronome caso relativo

O ik é uma língua pro-drop, então os pronomes pessoais independentes não são necessários se seu referente for um sujeito ou objeto. Eles podem ser usados em adição aos sufixos pronominais do sujeito se for necessária mais ênfase. Um exemplo disso é quando uma composição pronominal enfática pode ser formada combinando o pronome pessoal às palavras nébu- (corpo) ou nébitíní- (corpos), como em: "Ƙeesia ncineb." (Vou eu mesmo), frase na qual ɲ́ci-neb-ᵒ é traduzido, literalmente, para com meu corpo, refletindo e enfatizando que é o emissor quem vai, não o interlocutor.
Há também os pronomes pessoais vinculados, que não aparecem independentemente, mas como sufixos verbais. Sua função gramatical é referenciar o sujeito da oração, e podem ser acompanhados por outros sufixos.
|    | -ATR                    | -ATR | -ATR |    | +ATR                    | +ATR | +ATR |
|    | 1                       | 2    | 3    |    | 1                       | 2    | 3    |
| -- | ----------------------- | ---- | ---- | -- | ----------------------- | ---- | ---- |
| SG | -ɪ́ɪ́                     | -ɪ́dɪ | -ɪ   | SG | -íí                     | -ídi | -i   |
| PL | -ɪ́mɪ́ (EXC) -ɪ́sɪ́nɪ (INC) | -ɪ́tɪ́ | -átɪ | PL | -ímí (EXC) -ísíni (INC) | -ítí | —    |

##### Pronomes possessivos pessoais
O ik utiliza os pronomes pessoais para representar posse, o que pode ocorrer de duas maneiras:
1. Colocando o pronome (PRO) no caso genitivo (GEN) como um modificador da frase nominal;
2. Colocando o pronome (PRO) no caso oblíquo (OBL) como o primeiro elemento de uma composição possessiva.

Não há diferença semântica entre as duas opções, mas preferências pragmáticas, discursivas e rítmicas podem levar o falante a favorecer uma sobre a outra.
| 1. boi PRO-GEN | 2. PRO [OBL]-boi | Tradução         |
| -------------- | ---------------- | ---------------- |
| ráɡwa ɲci-ᵉ    | ɲ́ci-raɡwᵃ        | meu boi          |
| ráɡwa bi-ᵉ     | bi-ráɡwᵃ         | teu boi          |
| ráɡwa ntsí-ᵉ   | ntsí-raɡwᵃ       | seu (3SG) boi    |
| ráɡwa ŋɡó-ᵉ    | ŋɡó-ráɡwᵃ        | nosso (exc.) boi |
| áɡwa ɲjíní-ᵉ   | ɲjíní-raɡwᵃ      | nosso (inc.) boi |
| ráɡwa biti-ᵉ   | biti-raɡwᵃ       | vosso boi        |
| ráɡwa ńtí-ᵉ    | ńtí-raɡwᵃ        | seu (3PL) boi    |

#### Pronome possessivo impessoal
O pronome possessivo impessoal no ik expressa uma posse sem referenciar uma pessoa gramatical. Ele é representado como -ɛnɪ́-, sem plural, e aparece como o segundo elemento de uma combinação, o primeiro sendo a entidade possuidora. O pronome pode ser usado de duas maneiras, com a possessão podendo ou não ser mencionada explicitamente:
1. nts-ɛn (sua/seu, apenas, como no inglês his ou hers)
2. nts-ɛna awáᵉ (sua casa)

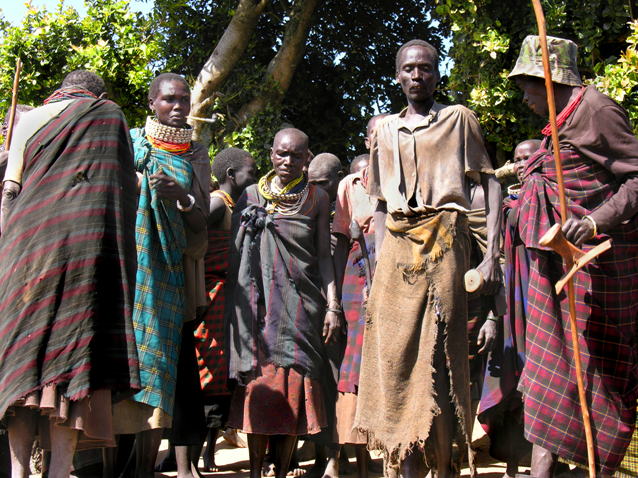
Indivíduos do povo Ik, em 2005

O primeiro caso pode acontecer com os outros pronomes pessoais, tornando-os possessivos independentes. O pronome possessivo impessoal também pode ser combinado com substantivos inteiros.
| Combinação  | Tradução                           |
| ----------- | ---------------------------------- |
| aɗ-oni-ɛnɪ́- | da terceira vez (lit. ser do três) |
| icé-ɛ́nɪ-    | (costumes, linguagem) dos Ik       |
| cɪkámá-ɛ́nɪ- | das mulheres                       |
| ɲɔtɔ́-ɛ́nɪ-   | dos homens                         |
| wicé-ɛ́nɪ-   | das crianças                       |

#### Pronomes indefinidos
O ik possui 8 (oito) pronomes indefinidos, com sua maioria sendo formada por dois morfemas ou composições. Eles podem ser afetados pelos casos e alguns têm a possibilidade de ocorrer com ou sem complementos nominais explícitos.
| Pronome    | Aproximação com o portugués |
| ---------- | --------------------------- |
| kɔnɪ́-      | outro, algum                |
| kɔ́n-áí-    | algum lugar                 |
| kɔ́n-ɔ́ma-   | alguém                      |
| kɔ́nɪ́-ɛ́nɪ́-  | algo, algum                 |
| kíní-ɛ́nɪ́-  | alguns                      |
| kíní-mɛna- | alguns problemas            |
| kíní-roɓa- | algumas pessoas             |
| saí-       | algo mais, outros           |

A noção indefinida de "qualquer" é expressa em ik pelo quantificador invariável muɲu, como em ódowa muɲᵘ (qualquer dia). Os pronomes kɔnɪ́-, kɔ́nɪ́-ɛ́nɪ́-, kíní-ɛ́nɪ́- e saí- podem ser utilizados com ou sem complemento. Por exemplo, na frase "atsa kona amae." (ats-á-á kɔn-a ámá-ᵉ), em que a junção do pronome kɔnɪ́- com o caso nominativo -a seguido por ámá-ᵉ denota que "outra pessoa veio". Os pronomes kɔ́n-ɔ́ma-, kíní-mɛna- e kíní-roɓa- não são equivalentes em significado às suas aproximações em português. Eles denotam um referente que é desconhecido e por vezes malévolo—pessoas e coisas estranhas. Isso ocorre, por instância, na frase "kawa konoma riʝaa ntia, roɓa?" (kaw-a kɔ́n-ɔ́m-a ríʝá-a ńtía róɓa), que significa "como algum desconhecido está cortando a floresta, gente?"

#### Pronomes interrogativos
Existem 5 pronomes interrogativos em ik.
| Pronome   | Tradução |
| --------- | -------- |
| isi-      | o que?   |
| ńt-/ndaí- | onde?    |
| ndo-      | quem?    |
| ńtɛ́-ɛ́nɪ́-  | qual?    |
| ńtí-ɛ́nɪ́-  | quais?   |

Fora o isi-, todos esses pronomes interrogativos são construídos a partir uma partícula proto-interrogativa, como *nd(V)- ou *nt(V)-. Por exemplo, a palavra ndaí- combina *ndV com a raiz nominal aí- (lado).
A palavra que transmite a ideia de "quando?", em ik, é uma combinação entre o proto-interrogativo *ntV- e a raiz nominal ódou- (dia) no caso instrumental: ńt-ódo-o, uma versão mais curta da frase ńtɛ́-ɛ́nɔ́ ódoue (em que dia). Porém, esse quando deve ser especificado segundo o tempo específico, como em "que dia?" (ńtɛ́-ɛ́nɔ́ ódoue) ou "que hora?" (ńtɛ́-ɛ́nɔ́ ɲásáatɪ́). A noção de "por que?" é expressa pelo pronome isi- no caso dativo (para que?), indicando objetivo, finalidade, ou no caso ablativo (de que?), indicando causa. O pronome também pode ser combinado com a partícula possessiva impessoal, como em isi-ɛnɪ́-kᵋ. Por exemplo, "isio naa moo wicea ƙoɗati" (isi-o=náa mo-o wicé-á ƙɔ́ɗ-áti), que pode ser traduzido como "por que as crianças não choraram?"
A posição normal para esses pronomes é um à esquerda, no início de uma oração, com o caso copulativo, mas podem ocorrer no local onde estaria seu referente. Apenas o ndo- pode ser pluralizado, o que é marcado como ndo-íní-, exemplificado a seguir: ndoo kiɗaa? (ndo-o kɪ=ɗá-á) "quem é aquele?" e ndoinio kiɗaa? (ndo-íní-o ki=ɗá-á) "quem são aqueles?"

#### Pronomes demonstrativos
O ik tem um conjunto de pronomes demonstrativos com base nas formas ɗɪˊ- (singular) e ɗiˊ- (plural). A única diferença fonológica entre eles é o seu valor ATR.
|              | Singular | Singular | Singular | Plural   | Plural  | Plural  |
|              | Proximal | Medial   | Distal   | Proximal | Medial  | Distal  |
| ------------ | -------- | -------- | -------- | -------- | ------- | ------- |
| Oblíquo      | ɗɪˊ      | kɪ=ɗɪ́    | kɪ=ɗɪˊ   | ɗiˊ      | ki=ɗí   | ki=ɗiˊ  |
| Nominativo   | ɗ-aˊ     | kɪ=ɗ-á   | kɪ=ɗ-aˊ  | ɗ-aˊ     | ki=ɗ-á  | ki=ɗ-aˊ |
| Instrumental | ɗ-ɔˊ     | kɪ=ɗ-ɔ́   | kɪ=ɗ-ɔˊ  | ɗ-oˊ     | ki=ɗ-ó  | ki=ɗ-oˊ |
| Ablativo     | ɗɔ́-ɔ́     | kɪ=ɗɔ́-ɔ́  | kɪ=ɗɔ́-ɔ́  | ɗú-ó     | ki=ɗú-ó | ki=ɗú-ó |
| Genitivo     | ɗɛ́-ɛ́     | kɪ=ɗɛ́-ɛ́  | kɪ=ɗɛ́-ɛ́  | ɗí-é     | ki=ɗí-é | ki=ɗí-é |
| Acusativo    | ɗɪ́-á     | kɪ=ɗɪ́-á  | kɪ=ɗɪ́-á  | ɗí-á     | ki=ɗí-á | ki=ɗí-á |
| Dativo       | ɗɛ́-ɛ́     | kɪ=ɗɛ́-ɛ́  | kɪ=ɗɛ́-ɛ́  | ɗí-é     | ki=ɗí-é | ki=ɗí-é |
| Copulativo   | ɗɔ́-ɔ́     | kɪ=ɗɔ́-ɔ́  | kɪ=ɗɔ́-ɔ́  | ɗú-ó     | ki=ɗú-ó | ki=ɗú-ó |

As formas mediais e distais diferenciam-se entre si por causa do tom, nos casos oblíquo, nominativo e instrumental. Os demonstrativos em ik podem tanto aparecer como elementos independentes quanto ser modificados por determinantes espaciais. Por exemplo, a independência pode ser observada em "ʝeʝa bee kiɗa ʝii." (ʝeʝ-á=ꜜbee kɪ=ɗ-á=ʝɪɪ), que significa "aquele também ficou ontem.", e a modificação em "xeɓa ɗoo na." (ʃɛɓ-a ɗɔ́-ɔ́=na), que é traduzido para "ela tem medo deste."
O ik possui mais um pronome demonstrativo: kiɗiásaí-. Ele é uma combinação do demonstrativo plural distal ki, do demonstrativo plural no caso acusativo ɗiá e do pronome indefinido saí- e significa algo que se aproxima de "os outros". É usado, por instância, da seguinte maneira: "taɓoletini kiɗiasaik." (taɓól-ét-ini ki=ɗiásaí-kᵉ) "e celebraram para (e.g. em frente a) os outros."

#### Pronomes relativos
Os pronomes relativos em ik são idênticos em forma aos demonstrativos não-finais. Como os demonstrativos têm uma função mais básica e menos recursiva que os pronomes relativos, assume-se que os relativos são uma gramaticalização dos demonstrativos. Por exemplo, ámá=na significa "esta pessoa", mas ao usar esse elemento para criar uma frase relativa, têm-se ámá=na maráŋ "pessoa que (é) boa" e ámá=na bɛ́ɗá ŋƙáƙákᵃ "pessoa que quer comida".
Os pronomes relativos em ik são analisados como enclíticos que se ligam ao argumento principal da frase. Eles introduzem as orações relativas, transmitindo número e tempo.
|                     | Singular | Plural |
| ------------------- | -------- | ------ |
| Geral (não-passado) | =na      | =ni    |
| Passado recente     | =náa     | =níi   |
| Passado removido    | =sɪna    | =sini  |
| Passado distante    | =nɔɔ     | =nuu   |

Assim, ao utilizar um relativo, um falante consegue denotar tanto o número gramatical do referente como 4 (quatro) formas temporais diferentes, sendo três passadas.
| Frase              | Aproximação em português                               |
| ------------------ | ------------------------------------------------------ |
| ámá na tóda zukᵘ   | pessoa que fala muito (agora, em geral)                |
| ámá náa tóda zukᵘ  | pessoa que falou muito (hoje mais cedo, minutos atrás) |
| ámá sɪna tóda zukᵘ | pessoa que falou muito (ontem, semana passada)         |
| ámá noo tóda zukᵘ  | pessoa que falou/falava muito (tempos atrás)           |

#### Pronome reflexivo
O pronome livre asɪ́- é um elemento que expressa reflexividade em ik. Ele comunica o número gramatical de quem se refere, mas não a pessoa. Caso seu referente esteja no plural, ele recebe o plurativo III {-ɪka}, e é flexionado para todos os casos gramaticais.
|              | Singular (asɪ́-) | Singular (asɪ́-) | Plural (ás-ɪ́ka-) | Plural (ás-ɪ́ka-) |
|              | Forma não final | Forma final     | Forma não final  | Forma final      |
| ------------ | --------------- | --------------- | ---------------- | ---------------- |
| Oblíquo      | asɪ             | asᶦ             | ás-ɪ́ka           | ás-ɪ́kᵃ           |
| Nominativo   | as-a            | as-ᵃ            | ás-ɪ́k-a          | ás-ɪ́k-ᵃ          |
| Instrumental | as-ɔ            | as-ᵓ            | ás-ɪ́k-ɔ          | ás-ɪ́k-ᵓ          |
| Ablativo     | asʊ́-ɔ́           | asʊ́-ᵓ           | ás-ɪ́kɔ-ɔ         | ás-ɪ́ka-ᵓ         |
| Genitivo     | asɪ́-ɛ́           | asɪ́-ᵋ           | ás-ɪ́kɛ-ɛ         | ás-ɪ́ka-ᵋ         |
| Acusativo    | asɪ́-á           | asɪ́-kᵃ          | ás-ɪ́ka-a         | ás-ɪ́ka-kᵃ        |
| Dativo       | asɪ́-ɛ́           | asɪ́-kᵋ          | ás-ɪ́kɛ-ɛ         | ás-ɪ́ka-kᵋ        |
| Copulativo   | asʊ́-ɔ́           | asʊ́-kᵓ          | ás-ɪ́kɔ-ɔ         | ás-ɪ́ka-kᵓ        |

Em uma oração transitiva reflexiva, o pronome e seu refrerente são co-referenciais semânticos. Qualquer verbo com valor transitivo pode expressar reflexividade com esse pronome. Isso pode ser observado em:
- iŋaɗaiƙotoo ntsa asik.

ɪŋáɗá-ɪƙɔt-ɔ-ɔ nts-a asɪ́-kᵃ
"e ele se colocou de lado."
- eʝa kawuƙoida asa ɲemeleku.

ɛʝ-á kaw-uƙó-íd-a as-a ɲɛ́mɛlɛkʊ́-∅
"não se corte com a enxada."
- iturata asikak.

itúr-út-át-a ás-ɪ́ka-kᵃ
"eles elogiam a si mesmos."

#### Pronomes distributivos
O ik possui dois pronomes distributivos: o independente ŋana- (aproxima-se do português cada um) e o vinculado ké- (aproxima-se do português cada, apenas, pois requer um complemento nominal).

| ŋana- | ké- |
| --- | --- |
| Ƙayuo ŋana nayee yeati. ƙa-i-o ŋan-a naí-é yeatí-ᵉ-ᵉ Cada um deveria ir a seu irmão/irmã.                           | Keeakwaa tirie ntsenia ɓisae. ké-e̯akw-aa tír-í-e nts-ɛ́nɪ́-a ɓɪsá-ᵋ Cada homem segurando sua própria lança |
| Atsa noo keŋana ngwee itsumuk. ats-a=noo ké-ŋán-a ŋɡó-é ɪtsʊm-ʊ-kᵓ Cada um de nós veio e deu uma facada (no touro). | |

#### Pronomescoortativos
Os pronomes coortativos em ik são complexos: taŋɛ́-ɛ́dɛ- (singular) e taŋáɪ́k-ɪnɪ- (plural). Eles são formados pela raiz taŋá- e pelos sufixos possessivos singular e plural. Os coortativos são chamados dessa maneira pois referem-se a qualquer outro membro de um grupo, ou de um par. Por isso, se aproximam do prefixo co- em português, mas podem ser traduzidos para colega, parceiro, irmão, etc. dependendo do contexto.
| Frase                                                                    | Tradução                                       |
| ------------------------------------------------------------------------ | ---------------------------------------------- |
| Isio minidee iŋitiesia taŋeede? isi-o mɪ́n-ɪ́d-ɛ=ɛ iŋit-i-esí-a taŋɛ́-ɛ́dɛ-∅ | Por que você ama imitar sua irmã? (co-criança) |
| Atsuo taŋaikin. ats-u-o taŋá-ɪ́k-ɪn-∅                                     | E seus parentes (co-pessoas) vieram.           |

#### Pronome "dummy"
O ik utiliza o enclítico pronominal =ˊdɛ para representar um argumento periférico que não está em seu lugar esperado em uma oração. Ele se anexa ao final dos verbos e é analisado como um clítico em vez de afixo pois sempre vem por último. O "dummy" pode ser difícil de reconhecer porque sua forma não final /=ˊɛ/ é altamente suscetível à harmonização vocálica e à assimilação. Ele refere-se anaforicamente a um argumento não central mencionado anteriormente no discurso, e falantes podem usá-lo para evitar a repetição de um argumento subentendido, ou a sintaxe pode simplesmente exigi-lo quando um argumento foi retirado por razões sintáticas.
| Frase                                                         | Tradução                                       |
| ------------------------------------------------------------- | ---------------------------------------------- |
| Atsinii kot. ats-iní=i=kotᵒ                                   | Então eles vieram com (ele, aquilo).           |
| Cemetukoo roɓa wuo wuo wuo... cɛ́m-ɛ́t-ʊ-kɔ́=ɔ roɓ-a wúó wúó wúó | E as pessoas começaram (a dizer) wu, wu, wu... |
| Nta ƙaiiid. ńt-á ƙa-í-íí'=dᵉ                                  | Eu não vou (lá, e.g. no jardim) regularmente.  |
| Ƙaatakad. ƙá-át-a-ka'=dᵉ                                      | Eles foram (com ele, aquilo, e.g. meu mel).    |

1. ↑  O pronome "dummy" é destacado em negrito

### Substantivos
Em ik, substantivos são qualquer palavra cuja função principal é liderar uma frase nominal, a qual funciona como o argumento de um verbo. Semanticamente, eles referem-se a objetos, pessoas e lugares inanimados e animados–coisas como um não-evento inerente.
A forma mínima de um substantivo em ik compreende a raiz lexical e o marcador de caso gramatical. Além desses, os únicos outros sufixos nominais possíveis são os marcadores de número e de posse. Assim, um substantivo em ik admite no máximo 4 (quatro) morfemas, fora as composições com outros substantivos e pronomes, utilizadas para compensar esse limite. A ordem dos nomes é sempre RAÍZ-(NÚMERO)-(POSSE)-CASO, com todos os morfemas adicionados. O ik não marca gênero gramatical em substantivos.
Uma segunda função de um substantivo em ik é ser o núcleo do predicado. Para cumprir essa função, ele deve receber o marcador de caso copulativo, o equivalente funcional de uma cópula, o que permite que o substantivo seja sozinho uma sentença.
Em suas formas básicas, toda raiz e sufixo nominais em ik terminam em vogal, sem exceção, podendo ser qualquer uma das 9 vogais do idioma. Por causa disso, essas vogais finais são tratadas universalmente como parte da raiz. Há alguns casos em que a vogal final tem duas variantes livres, e.g. kɔlá~kɔlɛ́- (cabra) e zɪná~zɪnɔ́- (zebra), que parecem surgir ao longo das linhas de cronoletos e idioletos.
| i               | ɪ             | e               | ɛ               | a               | ɔ             | o               | ʊ               | u                |
| --------------- | ------------- | --------------- | --------------- | --------------- | ------------- | --------------- | --------------- | ---------------- |
| badi- (gigante) | aʝɪ- (pilão)  | ɓóré- (curral)  | ɡɔnɛ́- (toco)    | awá- (casa)     | ɦyɔɔ- (gado)  | baro- (rebanho) | ɗamʊ́- (cérebro) | dakú- (madeira)  |
| cekí- (mulher)  | kɔnɪ́- (um)    | ɗiɗe- (asno)    | ɲɛƙɛ- (fome)    | ɗɔ́fá- (megera)  | ƙɪ́ɔ́- (alça)   | ɗéró- (rato)    | ʝʊmʊ́- (solo)    | nébu- (corpo)    |
| kurí- (sombra)  | sɪsɪ́- (prado) | rébe- (milhete) | mɛsɛ- (cerveja) | tsútsá- (mosca) | sɔkɔ́- (casco) | ɡúró- (coração) | kafʊ- (espinho) | tsʼúbu- (planta) |

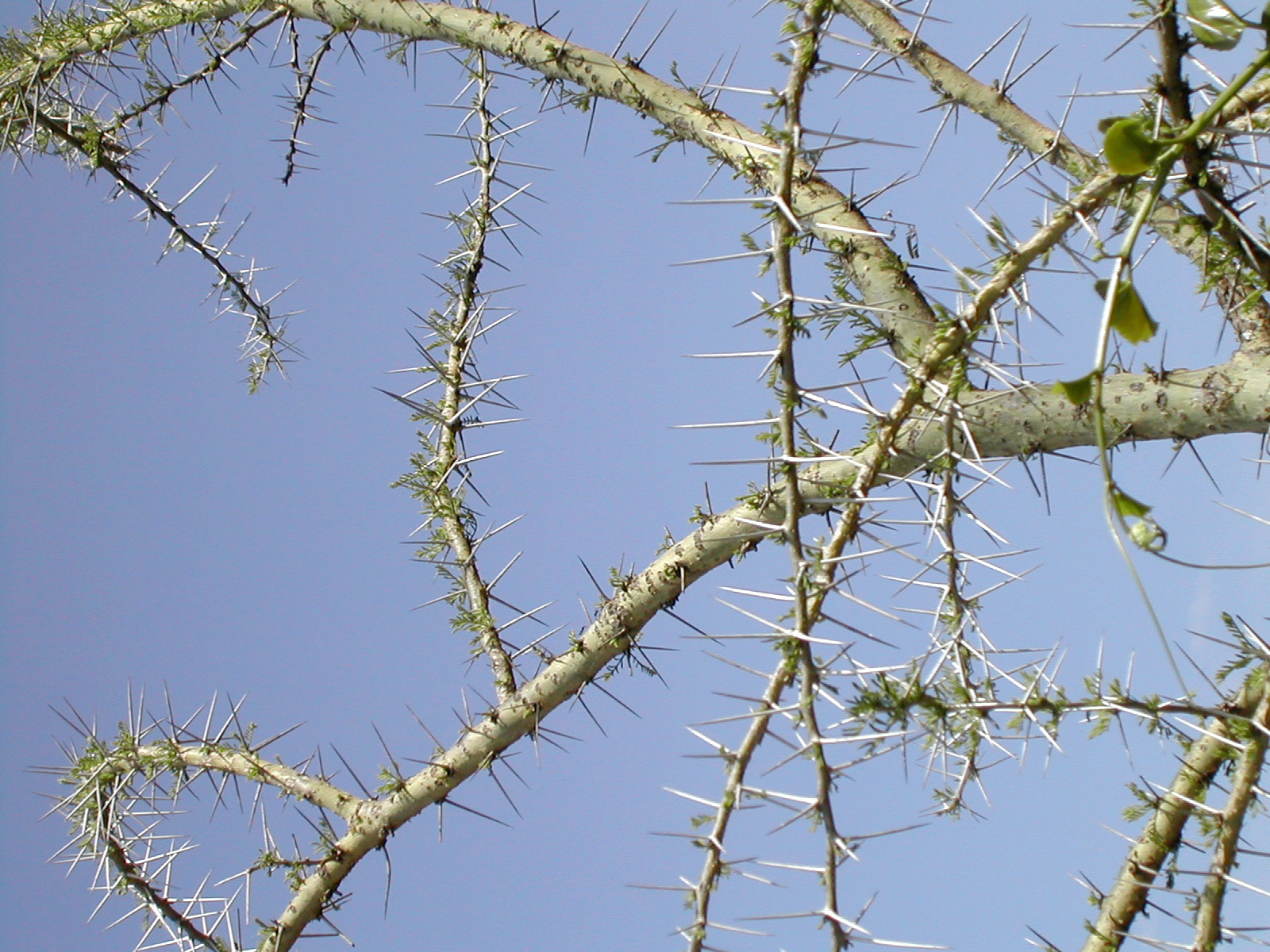
Espinhos de Acácia

As vogais finais da raiz são excluídas em três ambientes:
1. com o sufixo de caso nominativo {-a};
2. com o sufixo de caso instrumental {-ɔ};
3. com qualquer sufixo de número.

Os outros seis marcadores de caso preservam a vogal final.

#### Raízes nominais
Existem 4 diferentes tipos de raízes em ik: básicas, reduplicadas parcialmente, reduplicadas totalmente e afixadas.
As raízes básicas são aquelas de comprimento menor e aquelas que não possuem uma composição morfológica recuperável. Compõem a maioria das raízes existentes, e variam de 2 até 11 vogais e/ou consoantes. Raízes reduplicadas parcialmente e totalmente são formadas a partir de bases menores. A reduplicação mostra-se contra produtiva no ik, pois, em sua maioria, as formas basais dessas raízes não existem mais. As raízes afixadas em ik são aquelas que possuem empréstimos de outras línguas combinados a raízes já existentes em ik ou mesmo outros empréstimos.

#### Número
O número gramatical é definido em ik de três maneiras:
1. A forma básica dos substantivos é qualificada como singular, plural ou geral (número neutro);
2. A gramática requer que haja concordância numeral da base com seus complementos, além de pronomes relativos, demonstrativos e verbos;
3. O número pode ser marcado em substantivos por meio de inflexores singulativos e plurativos.

A seleção de alguns plurais depende da contagem de mora de um substantivo, e não da semântica ou outros fatores. Como o valor numérico atribuído lexicalmente a um substantivo não pode necessariamente ser previsto semanticamente, a concordância numérica fornece as pistas necessárias. Um exemplo disso é o uso de enclíticos como os pronomes relativos não passados {=na}, no singular, e {=ni}, no plural.
| Substantivo | Substantivo                  | =na                               | =ni                                 |
| ----------- | ---------------------------- | --------------------------------- | ----------------------------------- |
| Singular    | ámá- (pessoa, indivíduo)     | ámá=na (este indivíduo)           | **ámá=ni (estes indivíduos)         |
| Plural      | roɓa- (pessoas, povo, gente) | **roɓa=na (este povo, esta gente) | roɓa=ni (estes povos, estas gentes) |
| Geral       | ínó- (animal)                | ínwá=na (este animal)             | ínwá=ni (estes animais)             |

A marcação de número, em ik, é opcional. Sem modificadores de qualquer tipo, um objeto pode ter duas interpretações diferentes quanto ao seu número. Por exemplo, rié- (cabra), na frase "toŋolata naa riyek." (tɔŋɔ́l-át-a=naa rié-kᵃ) pode ser analisada tanto como singular quanto como plural, significando "eles mataram uma cabra." ou "eles mataram cabras." Essa ambiguidade ocorre, principalmente, com substantivos que possuem valores neutros ou gerais em relação ao número. Em sua maioria, uma forma basal (ou com um singulativo) implica singularidade, enquanto um plurativo (ou uma forma basal plural) implica pluralidade.
O ik possui um sistema de flexão de dois termos para marcar número em substantivos, o que codifica singular e plural. Esses podem ser marcados utilizando três estratégias:
1. um singular básico marcado com zero e um plural marcado com plurativo;
2. um singular possessivo marcado com singulativo e um plural possessivo marcado no plural;
3. um singular marcado com singulativo com um plural básico marcado com zero.

Elas podem ser mapeadas da seguinte forma:
|   | Singular | Plural             |
| - | -------- | ------------------ |
| 1 | -∅       | -íkó-/-ɪ́tɪ́nɪ́-/-ɪka |
| 2 | (-ɛdɛ-)  | -ɪnɪ               |
| 3 | -V́ma-    | -∅                 |

Dessa forma, esses sufixos podem ser divididos da seguinte maneira:
| Sufixo    | Nome                   | Abreviação | Exemplo de uso                            |
| --------- | ---------------------- | ---------- | ----------------------------------------- |
| {-íkó-}   | Plurativo I            | PL         | baratsó- → baráts-íkó- (manhãs)           |
| {-ɪ́tɪ́nɪ́-} | Plurativo II           | PL         | ɔ́ʝá- → ɔ́ʝ-ɪ́tɪ́nɪ́- (feridas)                |
| {-ɪka-}   | Plurativo III          | PL         | cíkóroí- → cíkóro-ika- (limites)          |
| {-ɪnɪ-}   | Plurativo possessivo   | POSS.PL    | abáŋɪ- → abáŋ-ɪ́nɪ́- (meus pais)            |
| {-ɛdɛ-}   | Singulativo possessivo | POSS.SG    | waʃɪ- → waʃ-ɛdɛ- (seu ponto inicial)      |
| {-Vma-}   | Singulativo humano     | SING       | lɔŋɔ́tá- (inimigos) → lɔŋɔ́t-ɔ́ma- (inimigo) |

Há um subconjunto de substantivos em ik que são singulares na forma, mas especificados lexicalmente como plural. Eles são interpretados como plural por quaisquer modificadores de plural que possam acompanhá-los. Esses são os substantivos não contáveis, e incluem líquidos (cué- "água", ído- "leite"), pós (búré- "poeira", kabasá- "farinha") e outros elementos particulados (sea- "sangue", tsʼúde- "fumaça").
Muitos substantivos em ik que referem-se a coisas no mundo natural, como plantas, pássaros e animais se enquadram na categoria de substantivos numéricos gerais, ou seja, eles não possuem um valor numérico específico. Eles podem ser usados tanto no singular quanto no plural, com os devidos modificadores.

#### Composições
As composições são uma estratégia de construção nominal, as quais, em ik, anexam dois ou mais elementos para formar palavras com significados especiais. A principal diferença entre os termos de uma composição e sufixos permitidos em um substantivo se dá na medida em que um sufixo normalmente subtrai a vogal final de uma raiz, além de por vezes influenciar o tom da palavra. As características formais de uma composição incluem:
- um perfil fonológico de palavras com vogais inter-nominais harmonizadas;
- uma melodia tonal aplicada sobre a composição inteira, não sobre seus elementos individuais;
- uma ordem invertida das palavras, que coloca o modificador antes do núcleo (por exemplo, utilizando o nome dakú (árvore) como modificador de ɓɔ́lá (canela): a composição seria dakú-ɓɔ́l (tronco de árvore), enquanto a frase nominal teria a forma de ɓɔ́lá dakwí (tronco da árvore));
- uma marcação de caso em que o primeiro substantivo leva o caso oblíquo e o segundo recebe aquele requirido pela sintaxe.

Quase todas as composições do ik são endocêntricas, isto é, o segundo elemento (núcleo) pertence à mesma classe gramatical e exerce a mesma função sintática que a composição como um todo. Cada termo separado em uma composição em ik pode ser pluralizado ou singularizado, mas a semântica pode apresentar restrições a isso.
|         | Composição        | Tradução                |
| ------- | ----------------- | ----------------------- |
| SG-SG   | dakú-kwɛ́tᵃ        | galho (árvore-braço)    |
| SG-PL   | dakú-kwɛ́tɪ́kᵃ      | galhos (árvore-braços)  |
| PL-PL   | dakwitíní-kwɛtɪ́kᵃ | galhos (árvores-braços) |
| **PL-SG | **dakwitíní-kwɛtᵃ | galho (árvores-braço)   |

O significado semântico de uma composição pode ser tanto mais específico que os dois elementos quanto totalmente diferente dos significados originais. Por instância, icé-ám (pessoa Ik) restringe a referência do núcleo ám (pessoa), enquanto faɗi-ɡur (lit. coração amargo)  se refere a uma espécie de grama pungente.
A primeira propriedade semântica permite que haja outros desenvolvimentos em composições. Por exemplo, sua capacidade de restringir a referência do núcleo composto levou à gramaticalização parcial de imá- (criança) e wicé- (crianças) como marcadores diminutivos, assim como a gramaticalização de ámá- (pessoa) e icé- (Ik/povo) como marcadores agentivos. A composição também resultou em várias expressões locativas (e.g. aƙɔ́- (interior), awá- (casa/lugar), e hoo- (cabana), que funcionam como posposições ou mesmo marcadores de caso incipientes) sendo usadas como nomes gerais de lugares, para especificação de gênero de pássaros e animais (e.g. cikó- (macho), ŋwaá- (fêmea)) e para relações parte/todo, como partes do corpo e sua extensão semântica como substantivos relacionais.

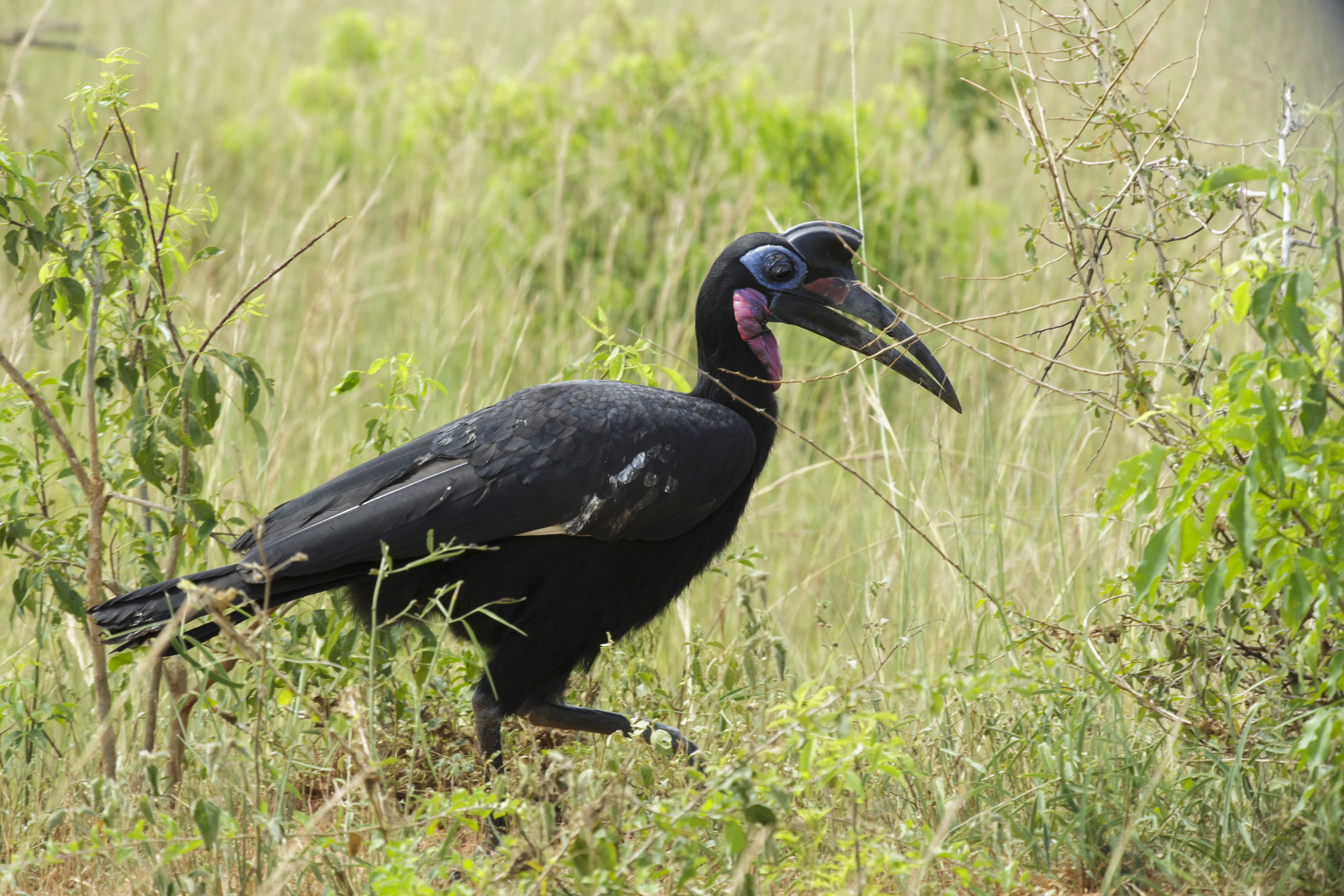
Espécie de calau, ave que deu origem à palavra que se refere a "alicate" em ik

A segunda propriedade possibilitou a invenção de termos criativos para tecnologias recém-encontradas (leweɲí-dɛ "tripé" (pé de avestruz), tilokotsi-akᵃ "alicate" (bico de calau)), a lexicalização de nomes para coisas como plantas e animais (ɗiɗe-ŋam "espécie de sorgo" (sorgo de asno), icé-kíʝᵃ "território ik" (ik-terra)), e idiomatização variada (dɔ́ba-am "pessoa turkana" (pessoa de lama), ɗiɗe-kwatsᵃ "cerveja" (xixi de asno)).

#### Casos gramaticais
O ik utiliza um sistema de casos para marcar relações gramaticais e codificar funções semânticas. Todos os elementos nominais na língua devem ser flexionados em relação ao caso, e paralelos dos marcadores de caso nominais são encontrados em outras partes da gramática. O idioma utiliza uma combinação de sufixos e redução de radical para codificar relações de caso.
Existem oito casos para codificar relações gramaticais entre verbos e seus argumentos ou entre argumentos e modificadores em ik: nominativo, acusativo, dativo, genitivo, ablativo, instrumental, copulativo e oblíquo.
| Central     | nominativo, acusativo, copulativo, (oblíquo)        |
| Não-central | instrumental, ablativo, dativo, genitivo, (oblíquo) |

1. ↑  Argumentos centrais são aqueles que relacionam-se a verbos e não podem ser representados por um pronome "dummy".
2. 1 2  O caso oblíquo pode ser utilizado em todos os argumentos.
3. ↑  Argumentos não-centrais são os periféricos e complementares.

Os morfemas de caso em ik são sufixos que consistem em uma única vogal (-V), uma sequência -CV ou uma realização zero (Ø). Eles sempre se ligam diretamente ao núcleo e não à borda da frase nominal.
| Caso         | Abreviação | Sufixo | Redução do radical |
| ------------ | ---------- | ------ | ------------------ |
| Nominativo   | NOM        | -a     | Sim                |
| Instrumental | INS        | -ɔ     | Sim                |
| Ablativo     | ABL        | -ɔ     | Não                |
| Genitivo     | GEN        | -ɛ     | Não                |
| Dativo       | DAT        | -kɛ    | Não                |
| Acusativo    | ACC        | -ka    | Não                |
| Copulativo   | COP        | -kɔ    | Não                |
| Oblíquo      | OBL        | -Ø     | Não                |

O caso oblíquo não apresenta marcação evidente, revelando a raiz lexical em sua forma basal. Ele aparece com sete funções principais: sujeito de orações imperativas e optativas, objeto de orações imperativas e optativas, complemento de frases de cópula de identidade, primeiro elemento em uma composição nominal, complemento nominal de uma frase de citação, vocativo e substantivo depois de uma preposição.
O caso nominativo e o caso instrumental são os únicos capazes de subtrair a última vogal de um radical. O primeiro marca as seguintes funções: citação ou isolamento de substantivos (como em respostas simples), sujeito transitivo de orações principais indicativas, sujeito transitivo de orações subordinadas sequenciais, objeto de orações transitivas com sujeitos de 1-2 pessoas e argumento frontal (deslocado à esquerda ou oposto). Já o segundo tem a função se marcar um argumento complementar que expressa um desses 6 papéis semânticos: instrumento/meio, caminho, comitativo (companhia), modo, tempo, aspecto ocupacional.
O caso ablativo possui a mesma forma que o instrumental, mas não ocasiona a subtração de vogais. Sua função gramatical envolver marcar argumentos complementares com papéis semânticos "de" ou "em", incluindo os seguintes: fonte, causa, estímulo, localização e experimentador (aquele que tem a experiência). O caso genitivo possui duas funções: marcar o modificador nominal de um núcleo de uma frase nominal (codificando posse, incluindo noções de propriedade, parte inteira, parentesco, atribuição, orientação, associação e nominalização) e marcar o complemento de uma oração comparativa.
O caso acusativo é utilizado para marcar argumentos centrais a seguir: objeto direto de uma oração transitiva com sujeito 3SG/PL, objeto direto de orações subordinadas, e sujeito transitivo de orações subordinadas, exceto as sequenciais. O caso dativo marca argumentos complementares que, prototipicamente, codificam um objetivo para verbos de movimento ou ação e localização para verbos estáticos, o que gera aplicações tanto metafóricas quanto literais, como os seguintes papéis semânticos: destinatário/benfeitor, experimentador, destinação/meta, localização, possuidor, finalidade e o segundo objeto do causativo. O caso copulativo possui função de marcar as seguintes situações: foco em uma construção complexa, complemento de uma cópula sem verbo e complemento de uma cópula de identidade negativa.
|     | Exemplo 1 | Exemplo 2 |
| --- | --- | --- |
| OBL | Nesibano nai na. nesíb-ano naí=na Vamos ouvir (isto) aqui.                                                                    | Zeƙwesoo ʝaka dakudeao. zɛƙw-ɛs-ɔ-ɔ ʝák-á dakú-dɛa-ᵓ E os mais velhos estavam sentados no pé da árvore.                  |
| NOM | Ƙaa naa roɓa ndaik? ƙa-a=náa roɓ-a ndaí-kᵉ Para onde foram as pessoas?                                                        | Nta nka wetiii idw. ńt-á ŋk-a wet-í-íí ídw-ᵃ Eu não costumo beber leite.                                                 |
| INS | Taa buƙa noo bia ino tana? taa buƙ-a=noo bi-a ín-ó taná-∅ Então ele casou com você com quantos animais?                       | Ŋatiini awoo xaino gai. ŋat-í-íni awó-ó ʃa-in-o ꜜɡáí E eles correram da casa por ambas as direções.                      |
| ABL | Ƙanetaa ʝumʊʝumasia cuaaƙo. ƙan-et-á-á ʝʊmʊʝʊm-asɪ́-a cuá-áƙɔ-∅ Ele tirou a areia da água.                                     | Italiana nƙaƙa ɗaɗee dakugwariao. ɪtál-í-an-a ŋƙáƙ-á ɗaɗe-e dakú-ɡwaría-ᵒ É proibido comer mel no topo da árvore.        |
| GEN | Gaana ɲepitea dee bie. ɡaan-a ɲɛpɪtɛ-a=ꜜdéé bi-e Esse seu comportamento é ruim.                                               | Ƙamata dziberikae. ƙám-át-a dzibér-íka-ᵉ Eles são como machados.                                                         |
| ACC | Ɗamatini awaa bubun. ɗamat-ini awá-á bʊbʊn-ᵓ E eles abriram fogo contra a casa (com "carvões" → balas).                       | Isio tubiitee ncia ʝiik? isi-o túb-i-it-é=e ɲci-a ʝíík Por que você me segue sempre?                                     |
| DAT | Kisanesekoto ɲekinerika roɓak. kisán-ese=kótó ɲekínér-ik-a roɓa-kᵉ Então os cortes de carne são distribuidos para as pessoas. | Ibooƙotuo ɲoropua asakagwariik. íbo-oƙot-u-o ɲorópú-a asaka-ɡwaríi-kᵉ E ele manteve os órgãos sobre a porta até a manhã. |
| COP | Ngoo naa ikametim. ŋɡó-ó=naa ɪkam-ɛt-ɪ́m-Ø Somos nós (quem) capturou (ele).                                                    | Benia njinio ɗa goƙisina nee ne? beni-a ɲjíní-o ɗ-a ɡoƙ-ísin-a né-é=ne Não somos nós sentados aqui?                      |

A frase a seguir é uma que possui todas as marcações de caso.
- Benia ntsa amoo noo cea inwaa riʝaaƙoo sedee ntsie ɓiso nda nc.

beni-a nts-aNOM ámó-oCOP=noo cɛ-a ínó-aACC ríʝá-aƙɔ-ɔABL séde-eDAT ntsí-éGEN ɓɪs-ɔINS ńda ɲcⁱOBL
Ele não é a pessoa que matou o animal da floresta em seu quintal com uma lança comigo.

### Verbos
Em ik, um verbo é uma palavra cuja função gramatical primária é ser o núcleo do predicado, podendo receber uma variedade de afixos flexionais, incluindo aqueles para concordância de sujeito, modo, modalidade, valência e aspecto. Uma secundária é ser o núcleo de uma frase nominal. Para que um verbo adote essa função, ele deve primeiro ser nominalizado.
Verbos típicos em ik expressam ação, estado, localização ou característica. Existem verbos adjetivos que podem expressar aspectos como cor, tamanho e forma e verbos nominalizados que expressam conceitos vinculados por substantivos. Em um nível abstrato, algumas palavras não são nem verbo nem substantivo até receberem afixos verbais ou nominais, como é o caso de deƙu- (briga, brigar), ƙaƙa- (caça, caçar) e tɔkɔba- (cultivo, cultivar).
Uma palavra verbal em ik consiste em uma raiz verbal e um afixo flexional, que normalmente são sufixos. O ik é uma língua moderadamente aglutinativa, pois uma raiz verbal pode receber até 5 sufixos. O infinitivo verbal pode ser reconhecido pelo nominalizador intransitivo {-ɔnɪ-} ou pelo nominalizador transitivo {-ɛ́sɪ́-}.
| Intransitivo       | Transitivo           |
| ------------------ | -------------------- |
| ɛf-ɔn (ser doce)   | ɛf-ɪt-ɛs (adoçar)    |
| zíz-on (ser gordo) | zíz-it-és (engordar) |

Assim como raízes substantivas não podem ocorrer sem um sufixo de caso, raízes verbais sozinhas também não pode ocorrer.

#### Raízes verbais
Raízes verbais em ik são classificadas segundo sua transitividade, podendo ser intransitivas, transitivas ou bitransitivas (transitivas estendidas, sendo apenas analisadas nos casos de eɡ- "pôr", ɪŋaar- "ajudar" e ma- "dar"). Como a língua permite a supressão de argumentos, não se pode definir a transitividade de um verbo a partir da sintaxe ou da semântica. Verbos intransitivos são identificados pelo sufixo infinitivo {-ɔnɪ-}, enquanto o sufixo {-ɛ́sɪ́-} identifica transitivos e bitransitivos. Um número significativo de raízes verbais são ambitransitivas, podendo ser intransitivas ou transitivas, como no português.
| Raíz  | Intransitivo                    | Transitivo               |
| ----- | ------------------------------- | ------------------------ |
| ábʊƙ- | ábʊbʊƙ-ɔn "cobrar (de animais)" | ábʊbʊƙ-ɛ́s "colher"       |
| dzɛr- | dzɛr-ɔn "sair correndo"         | dzɛr-ɛ́s "rasgar"         |
| fút-  | fút-ón "soprar" (int.)          | fút-és "soprar" (trans.) |

Muitos verbos de movimento em ik podem ser usados como transitivos ou intransitivos, incluindo exemplos como ats- (vir), ɪtá- (alcançar) e ƙa- (ir). Quando usados intransitivamente, como é o mais comum, sua destinação é codificads com o caso dativo -kᵋ. Quando usadas transitivamente, seu propósito é codificado com um caso de objeto direto—nominativo -a (sujeito de 1ª-2ª pessoa) ou acusativo -kᵃ (3ª pessoa). Alguns verbos são especificados lexicalmente segundo o número de um de seus argumentos (sujeito se intransitivo, objeto se transitivo), como nestes casos: bad-SG ts'é-PL (morrer), cɛ-SG sáɓ-PL (matar), ŋká-SG ɡwám-PL (levantar), zéb-SG turúí-PL (jogar) e zɛƙw-SG ɡoƙ-PL (sentar).
Em ik, existem as raízes verbais básicas (não-analisáveis morfologicamente), mas também existem raízes parcialmente e totalmente reduplicadas, tal como as raízes prefixadas (as que possuem prefixos que não têm significado mais).
| Tipo de raiz             | Raiz                 | Tradução                        |
| ------------------------ | -------------------- | ------------------------------- |
| Básica                   | áɡʊʝ- hakaik-        | engolir (líquido) esquecer      |
| Parcialmente reduplicada | béber- (a)kúkúr-     | puxar (se) arrastar             |
| Totalmente reduplicada   | (ɪ)pápá- (i)ɗotíɗót- | hidratar pular (com 1 perna só) |
| Prefixada                | asínít- eset-        | sonhar perguntar                |

#### Sufixos verbais
Existe uma variedade de elementos que podem ser adicionados aos verbos para conferir-lhes características específicas, os quais incluem derivativos, direcionais, pronominais de concordância, modais, aspectuais, modificadores de voz e valência, adjetivais e marcadores de tempo verbal.

##### Derivativos, direcionais e pronominais
Os sufixos derivativos são aqueles que derivam um substantivo de um verbo ou vice-versa. Isso inclui o infinitivo intransitivo, o infinitivo transitivo, nominalizador abstrativo, o nominalizador pacientivo, o nominalizador/verbalizador substantivo e o verbalizador comportamental. Dois outros sufixos, o passivo {-ɔ́sɪ́-} e o recíproco {-ɪ́nɔ́sɪ́-}, também podem opcionalmente nominalizar verbos. Todos os derivativos em ik podem ser flexinados para cada caso, e os infinitivos e o passivo podem ser pluralizados.
| Sufixo     | Nome           | Abreviação | Exemplo |
| ---------- | -------------- | ---------- | --- |
| {-ɔnɪ-}    | Intransitivo   | INF        | Ŋabonuƙota kiɗie,… ŋáb-ɔn-ʊƙɔt-a ki=ɗí-é-é O acabar deles,…                                                                                        |
| {-ɛ́sɪ́-}    | Transitivo     | INF        | Enesa ntie toimenaa ityoonuƙota imanona,... en-és-á ńtí-e toimena-a ityóón-uƙot-á-a-a Ao verem que havia se tornado difícil,... (lit. o ver deles) |
| {-ásɪ́-}    | Abstrativo     | ABST       | do-oni- "ser legal, bom" → da-asɪ́- "bondade" ɛf-ɔnɪ- "ser gostoso" → ɛf-ásɪ́- "gostosura" háb-as-ídᵃ "você é mesquinho!"                            |
| {-amá+-}   | Pacientivo     | PAT        | abut-i-és "bebericar" → abut-i-amá- "coisa bebericável" dzíɡw-es "vender" → dzíɡw-amá- "coisa comprável" eréɡ-es "usar" → eréɡ-amá- "coisa usável" |
| {-VƙV-}    | Substantivo    | SUB        | ɗas- "ser plano" → ɗas-oƙo- "terra plana" ŋƙ- "comer" → ŋƙ-áƙá- "comida" etsʼí- "fezes" → ntsʼ-áƙá- "defecar" kwatsí- "urina" → kʊts-áƙá- "urinar" |
| {-nanesi-} | Comportamental | BHVR       | badirétí- "feitiçaria" → badirétí-nanesi- "fazer feitiçaria" cekí- "mulher" → cekí-nánesi- "agir como mulher"                                      |

São dois direcionais existentes em ik: o andativo {-ʊƙɔtɪ́-} e o venitivo {-ɛt}. O andativo denota movimento para longe de um centro dêitico, enquanto o venitivo denota movimento em direção ao centro, que é o falante ou outro lugar, desde que o emissor e o interlocutor compartilhem a referência. Andativos podem ser flexionados para caso.
- ár-óni- "cruzar"

ár-ón-uƙotᵃ "atravessar (para longe)"
ar-ét-óni- "atravessar (para cá)"
- raʝ-ésí- "retornar"

raʝ-és-úƙotᵃ "pegar de volta"
raʝ-et-ésí- "voltar (para cá)"
Os sufixos pronominais de concordância de sujeito no ik marcam a pessoa gramatical (1-2-3) e número (SG e PL) do sujeito, realizando a distinção entre 1PL exclusiva e 1PL inclusiva. Eles são os mesmos elementos que os pronomes pessoais vinculados. A primeira e a segunda pessoas sempre são referenciadas no verbo. A 3SG também, mas há casos em que a marcação não é evidente. Já a 3PL é apenas obrigatória quando não há sujeito independente, quando o sujeito é o pronome pessoal ńt-á e quando o sujeito é posto antes do verbo.

##### Modais, aspectuais e marcadores de tempo
Os sufixos modais expressam, em ik, como o falante percebe o evento em relação a sua realidade, probabilidade e relevância, além de necessidade e desejo. A distinção verbal mais básica está entre os modais irrealis e realis. Enquanto o primeiro é utilizado para eventos em que  tempo gramatical não é codificado, o segundo aparece em eventos em que o tempo é codificado, em que não se usa o irrealis ou em que há caracterização por uma qualidade desconhecida.
| Sufixo                                                      | Modo        | Abreviação | Uso                                                                                                   | Exemplo |
| ----------------------------------------------------------- | ----------- | ---------- | --- | --- |
| -Ø                                                          | Irrealis    | IRR        | Tempo gramaticalmente não codificado; Serve de base para outros modais e aspectuais.                  | Talake atsidi. talák-é ats-idiˊ E então você veio.                                                           |
| {-a}                                                        | Realis      | REAL       | Expressão de estados ou eventos realizados temporalmente no presente ou passado.                      | Atsida awao. ats-íd-a awá-ᵒ Você vem de casa.                                                                |
| {-ɛs-}                                                      | Intencional | INT        | Intenção para sujeitos animados; Iminência para sujeitos inanimados. (um tipo de expressão de futuro) | Nƙesa feta ncik. ŋƙ-ɛ́s-á fet-á ɲci-kᵃ Eu vou sentir sede (lit. O Sol vai me comer.)                          |
| {-ɪnɛˊ}, {-ɪdɪˊ}, {-ɪˊ}, {-ɪmaˊ}, {-anoˊ}, {-ɪtɪˊ}, {-átiˊ} | Optativo    | OPT        | Expressão de desejo, mesmo que irônico; Modo narrativo irrealis (com verbo auxiliar).                 | Ogoyuo ƙaati. óɡo-íó ƙá-átiˊ Deixe-os ir.                                                                    |
| -Ø                                                          | Subjuntivo  | SUBJ       | Eventos contingentes e temporalmente não realizados; Tipo de irrealis.                                | Damu soreimaa na mituƙoti ɗi ɦyoos. damu soréím-a=na mɪt-ʊƙɔt-ɪ ɗɪ ɦyo-ós-∅ Que esse garoto se torne famoso. |
| {-ɛˊ}SG, {-ɪ́ɔ́}PL                                            | Imperativo  | IMP        | Designação de comandos diretos                                                                        | Irimitete nc. ɪrɪ́m-ɪ́t-ɛt-ɛˊ ɲ́cⁱ Me gire ao redor.                                                            |
| {ńt-}, {ma-} (na-), {mo-}                                   | Negativo    | NEG        | Depende da distinção irrealis-realis para manifestação morfológica.                                   | Maa naa ƙod. má-á=naa ƙó-dⁱ Você não foi (hoje mais cedo).                                                   |

1. ↑  Ordem respectiva das pessoas do discurso (1SG, 2SG, 3SG, 1PL.EXC, 1PL.INC, 2PL, 3PL)
2. ↑  ńt-: verbo em realis não passado, complemento irrealis, oração principal. ma- (na-): verbo em realis passado, comp. irrealis, or. principal ou verbo em realis imperativo, comp. realis, or. principal. mo-: verbo em irrealis sequencial, comp. irrealis, or. subordinada

Os sufixos aspectuais em ik fornecem mais detalhes quanto ao contexto não-espacial de uma oração, o que inclui a composição temporal de um verbo e sua temporalidade em relação a outros verbos, sua fase de andamento, seu grau de conclusão e sua frequência. Existem os seguintes aspectuais na língua: sequencial (-kɔ e -ɪnɪ), simultâneo (-kɛ), imperfeitivo (-ɛ́s-), incoativo (-ɛ́t-), completivo (-ʊƙɔtɪ́-), presente perfeito (-ˊka) e pluracional (-í-), esse último expressando distributividade, habitualidade e repetitividade.
- Sequencial:

Ƙidzesoo bia kwaeo, ceiƙotuk.
ƙɪ́dz-ɛs-ɔ-ɔ bi-a kwaɛ̆-ᵓ cɛ-ɪƙɔ́t-ʊ-kᵓ
"E (isso, ele) tenta te morder com (seus) dentes, e mata (você)."
- Simultâneo:

Otsiike ndee?
ots-íí-ke nꜜdɛ́ɛ́
"Eu não estou escalando. (lit. Eu escalando onde?)"
- Imperfeitivo:

Cemesoo didia wat.
cɛm-ɛ́s-ɔ́-ɔ didi-a wat-ᵓ
"E estava chovendo (continuamente)."
- Incoativo:

Gametuo roɓa dii cikamak.
ɡam-ét-u-o roɓ-a=ꜜdíí cɪkámá-kᵉ
"E aquelas pessoas acenderam um fogo para as mulheres."
- Completivo:

Buɗamuƙotaa ƙwaz.
buɗam-uƙot-á-á ƙwaz-∅
"A peça de roupa ficou suja."
- Presente perfeito:

Jʼalanuƙoidak.
ʝalan-uƙó-íd-a-kᵃ
"Você se tornou diferente."
- Pluracional:

Dayaakit.
da-i-aak-ít-ᵃ
"Vocês são todos adoráveis."
O tempo gramatical em ik é marcado por enclíticos (passado), os quais participam da harmonização vocálica e encontram-se na segunda posição de uma frase, e por termos livres (não passado).
| Passado             | Abreviação | Não-final | Final  | Exemplo                                                               |
| ------------------- | ---------- | --------- | ------ | --------------------------------------------------------------------- |
| Passado remoto      | PST3       | =nɔɔ      | =nɔkᵓ  | Atsia nok. ats-í-á=nokᵒ Eu vim um (bom) tempo atrás.                  |
| Passado removido    | PST2       | =bɛɛ      | =batsᵉ | Atsia bats. ats-í-á=batsᵉ Eu vim ontem.                               |
| Passado recente     | PST1       | =náa      | =nákᵃ  | Atsia nak. ats-í-á=nakᵃ Eu vim (hoje mais cedo).                      |
| Não-passado         |            |           |        |                                                                       |
| Presente distendido | PRES       | tsʼɔɔ     | tsʼɔɔ  | Nƙaƙesia tsʼoo. ŋƙaƙ-es-í-á tsʼɔɔ Eu vou comer agora.                 |
| Futuro removido     | FUT2       | táa       | táa    | Nƙaƙesia taa. ŋƙaƙ-es-í-á táa Eu vou comer mais tarde/da próxima vez. |
| Futuro remoto       | FUT3       | fara      | far    | Nƙaƙesia far. ŋƙaƙ-es-í-á far Eu vou comer no futuro.                 |

### Frases e Orações
Há uma grande variedade de tipos de frases em ik.

#### Estrutura e alinhamento de orações
O ik é uma língua que segue o sistema de alinhamento VSO, isto é, o verbo aparece primeiro, seguido pelo sujeito e pelo objeto, exceto em casos especiais (orações subordinadas). Em frases intransitivas, não há objeto.
- Intransitiva (VS):

Epa ŋok.
ep-a ŋók-ᵃ
"O cachorro está dormindo."
- Transitiva (VSO):

Atsʼa ŋoka oka.
átsʼ-á ŋók-á ɔká-kᵃ
"O cachorro rói um osso."
Enclíticos de tempo se localizam entre o verbo e seu primeiro argumento. Argumentos complementares e outros adicionais frasais como advérbios aparecem depois dos elementos principais da oração. Modificadores seguem imediatamente a quem se referem, sejam verbais ou nominais.
- Epa bee ŋok.

ep-á=bee ŋók-ᵃ
"O cachorro dormiu (ontem)."
- Atsʼa noo ŋoka oka.

átsʼ-á=noo ŋók-á ɔká-kᵃ
"O cachorro roeu o osso (um tempo atrás)."
- Epa ŋoka kuru.

ep-a ŋók-á kurú-∅
"O cachorro está dormindo na sombra."
- Atsʼa naa ŋoka okaa hiiʝ.

átsʼ-á=naa ŋók-á ɔká-á hɪ́ɪ́ʝᵓ
"O cachorro roeu o osso devagar (hoje mais cedo)."
Orações em ik podem ser intransitivas, transitivas ou bistransitivas. As intransitivas requerem minimamente um sujeito como argumento. As transitivas requerem minimamente um agente e um objeto, enquanto as bitransitivas requerem um agente, um objeto e um objeto estendido. Entretanto, em ik, alguns ou todos os argumentos principais podem ser omitidos (deixados implícitos) superficialmente.
- Maƙotia naa kaudza ntsik.

ma-ƙot-í-a=naa kaúdz-a ntsí-kᵉ
"Eu dei o dinheiro a ele."
- Maƙotia naa kaudz.

ma-ƙot-í-a=naa kaúdz-ᵃ ∅
"Eu dei o dinheiro (a alguém)."
- Maƙotia naa ntsik.

ma-ƙot-í-a=naa ∅ ntsí-kᵉ
"Eu dei (algo) a ele."
- Maƙotia nak.

ma-ƙot-í-a=nakᵃ ∅ ∅
"Eu dei (algo) (a alguém)."

#### Frases nominais
Frases nominais podem aparecer no núcleo ou nos complementos de uma oração. Seu próprio núcleo varia entre substantivos sozinhos, verbos nominalizados, pronomes e composições. Esses núcleos são acompanhados de modificadores nominais, se houverem, os quais aparecem depois do elemento central.
Mais de um demonstrativo pode acompanhar a frase nominal. Se esse for o caso, eles seguem a ordem: anafórico-temporal-espacial. Se o modificador, em vez de caracterizar o núcleo, estiver selecionando-o de um grupo maior, ele se torna o elemento central e o antigo núcleo se torna uma frase nominal possessiva. Se um quantificador ocorre com uma frase possessiva ou um demonstrativo em, ele vem por último na sequência. Se os três modificadores estão presentes, o possessivo antecipa o demonstrativo, que é seguido pelo quantificador. Frases relativas tendem a aparecer no final das frases nominais, mas podem ser seguidas de quantificadores.
- ama dee sina ne

ám-á=ꜜdéé=sɪna=ne
"aquela pessoa lá (de ontem, já mencionada)"
- saa awikae

sa-a aw-ika-ᵉ
"algumas outras casas"
- Nteena awae?

ńtɛ́-ɛ́n-á awá-ᵉ
"Qual casa?"
- ŋokitina ncie ni gai ni

ŋók-ítín-á ɲ́ci-e=ni ꜜɡáí =(ni)
"ambos esses meus cachorros"
- dakwitina ncie gai ni dunaaket

dakw-itín-á ɲ́ci-e ꜜɡáí=ni dun-aak-et-ᵃˊ
"ambas as minhas antigas árvores"

#### Orações subordinadas, relativas e adverbiais
As orações subordinadas em ik possuem estruturas que diferem da oração básica. As condicionais e hipotéticas contêm verbos sequenciais que, por definição, deve seguir em sequência de um verbo precedente, o que coloca a conjunção subordinativa na primeira posição verbal da frase, seguida por um sujeito no caso nominativo e então por um verbo sequencial, principal da oração. Todas as outras seguem uma ordem básica SVO (SV para intransitivas). Muitas orações subordinadas em ik têm a estrutura de uma relativa, com a conjunção subordinada sendo baseada em pronomes relativos. Orações complementares, embora subordinadas, apresentam outra exceção à ordem SVO, retendo a ordem básica VSO. Essas são introduzidas pelo complemento toimɛna/toimɛnɪ- "aquilo, aquele, que", que, por ser um substantivo e argumento da cláusula matriz, recebe sufixos de caso. Uma característica definidora das orações subordinadas na língua é que todas os argumentos principais são marcados com o caso acusativo.
- Na soreima ceyoo poposaa...

na=soré-ím-a cɛ-ɪ-ɔ pɔpɔsa-á
"Se um garoto mata um lagarto,..."
- Noo ŋokia epad,...

noo ŋókí-a ep-á=dᵉ
"Quando o cachorro estava dormindo,..."
- Hyeiyaa toimena atsʼa ŋoka oka.

ɦye-í-á toimɛn-a átsʼ-á ŋók-áA ɔká-kᵃ
"Eu sei que o cachorro está roendo o osso."
Orações relativas aparecem incorporadas a uma oração principal, compartilhando um argumento gramatical. A relativa funciona como um modificador desse argumento, e possui uma estrutura básica de oração, com predicado e argumentos nominais e complementares. Assim como as subordinadas, todos os argumentos centrais nas relativas são marcadas no caso acusativo. O ik só tem orações relativas restritivas, podendo apenas fornecer informações sobre um argumento que ajudam a restringi-lo a uma entidade individual.
- Ŋabiya noo tukaa na buɗam.

ŋáb-i-a=noo tuka-a=na buɗám-∅
"Ele costumava vestir uma pluma preta (lit. uma pluma que é preta)."
- Atsaa ama na mita ncieebam.

ats-á-á ám-á=na mɪt-a ɲci-ebám
"Lá vem o cara que é meu amigo."
Além das orações relativas que modificam frases nominais, existem também as orações adverbiais, utilizadas para modificar orações principais. Elas se dividem nas seguintes maneiras: temporais, simultâneas, de modo/maneira, de finalidade, de resultado, de razão/causa, condicionais, hipotéticas e concessivas.
- Temporal:

Sina enuƙotiade ntsia, ŋaxetuk.
sɪna en-uƙot-í-a=de ntsí-á ŋáʃ-ɛ́t-ʊ-kᵓ
"Quando eu vi ela/e (ontem), ela/e se assustou."
- Simultânea:

Ogoimaa korobaikwa tsʼeatik.
óɡo-ima-a kɔrɔ́b-a-ikw-a tsʼe-áti-kᵉ
"E nós deixamos os bezerros morrendo."
- Modo/maneira:

Ene naita menaa dii ikasiimetesatad.
en-e naítá mɛná-á=ꜜdíí ikásí-im-et-és-át-a=dᵉ
"Veja como essas questões vão acabar."
- Finalidade:

Taa kotere maa roɓa fek.
taa kóteré má-á roɓ-a fek-ᵃ
"Para que pessoas não riam."
- Resultado:

Nƙini koto ciaaƙotinii ʝik.
ŋƙ-ini=koto cɪ-áá-ƙot-iní=i=ʝɪk
"Então eles comeram (mel), (até que) eles também ficaram satisfeitos."
- Razão/causa:

Gaana kiʝa na ɗuo roɓaa saɓunosad.
ɡaan-a kíʝ-á=na ɗú-ó roɓa-a sáɓ-únós-á=dᵉ
"Esta terra é ruim porque pessoas matam umas às outras."
- Condicional:

Nta ƙoii ɗemusu atsidi nda nc.
ńt-á ƙo-íí ɗɛmʊsʊ ats-ídi ńda ɲcⁱ
"Eu não vou se você não vier comigo."
- Hipotética:

Na ƙanaa ɲarema birayuk, ƙaiisina ƙanak.
na=ƙá=naa ɲárɛ́m-a bɪra-ʊ-kᵓ ƙa-í-ísin-a ƙa=nakᵃ
"Se a insegurança não estivesse lá, nós iríamos regularmente."
- Concessiva:

Ata tsʼiƙaa ʝoliaakatie, efesuƙot.
áta tsʼɪƙá-á ʝol-i-aak-áti-e ɛf-ɛ́s-ʊ́ƙɔt-ᵃ
"Mesmo se o mel (lit. abelhas) seja insípido, ele vai se tornar saboroso."

## Vocabulário

### Números
| Nº | Ik (LingO)            |  | Nº | Ik (LingO)                            |  | Nº        | Ik (LingO)                      |
| -- | --------------------- |  | -- | ------------------------------------- |  | --------- | ------------------------------- |
| 1  | kɔn                   |  | 11 | tomini nda kɛɗɨ kɔn                   |  | 30        | tominekwa aɗᵉ                   |
| 2  | leɓets                |  | 12 | tomini nda kiɗi leɓets                |  | 40        | tominekwa tsʼagus               |
| 3  | aɗᵉ                   |  | 13 | tomini nda kiɗi aɗᵉ                   |  | 50        | tominekwa tud                   |
| 4  | tsʼagus               |  | 14 | tomini nda kiɗi tsʼagus               |  | 60        | tominekwa tude nda kɛɗɨ kɔn     |
| 5  | tud                   |  | 15 | tomini nda kiɗi tud                   |  | 70        | tominekwa tude nda kiɗi leɓets  |
| 6  | tude nda kɛɗɨ kɔn     |  | 16 | tomini nda kiɗi tude nda kɛɗɨ kɔn     |  | 80        | tominekwa tude nda kiɗi aɗᵉ     |
| 7  | tude nda kiɗi leɓets  |  | 17 | tomini nda kiɗi tude nda kiɗi leɓets  |  | 90        | tominekwa tude nda kiɗi tsʼagus |
| 8  | tude nda kiɗi aɗᵉ     |  | 18 | tomini nda kiɗi tude nda kiɗi aɗᵉ     |  | 100       | ŋamia (kɔn)                     |
| 9  | tude nda kiɗi tsʼagus |  | 19 | tomini nda kiɗi tude nda kiɗi tsʼagus |  | 1.000     | alifa (kɔn)                     |
| 10 | tomin                 |  | 20 | tominekwa leɓets                      |  | 1.000.000 | ɲemiliona (kɔn)                 |

### Expressões temporais
| Horário | Ik (LingO)                                  |  | Horário | Ik (LingO)                      |  | Horário | Ik (LingO)                                  |  | Horário | Ik (LingO)                      |
| ------- | ------------------------------------------- |  | ------- | ------------------------------- |  | ------- | ------------------------------------------- |  | ------- | ------------------------------- |
| 1:00    | ɲasaatɨkaa tudatie nda kiɗi leɓets          |  | 7:00    | ɲasaatɨa kɔnɨkᵋ                 |  | 13:00   | ɲasaatɨkaa tudatie nda kiɗi leɓets          |  | 19:00   | ɲasaatɨa kɔnɨkᵋ                 |
| 2:00    | ɲasaatɨkaa tudatie nda kiɗi aɗ              |  | 8:00    | ɲasaatɨkaa leɓetsatikᵉ          |  | 14:00   | ɲasaatɨkaa tudatie nda kiɗi aɗ              |  | 20:00   | ɲasaatɨkaa leɓetsatikᵉ          |
| 3:00    | ɲasaatɨkaa tudatie nda kiɗi tsʼagus         |  | 9:00    | ɲasaatɨkaa aɗatikᵉ              |  | 15:00   | ɲasaatɨkaa tudatie nda kiɗi tsʼagus         |  | 21:00   | ɲasaatɨkaa aɗatikᵉ              |
| 4:00    | ɲasaatɨkaa mɨtatie tomin                    |  | 10:00   | ɲasaatɨkaa tsʼagusatikᵉ         |  | 16:00   | ɲasaatɨkaa mɨtatie tomin                    |  | 22:00   | ɲasaatɨkaa tsʼagusatikᵉ         |
| 5:00    | ɲasaatɨkaa mɨtatie tomini nda kɛɗɨ kɔn      |  | 11:00   | ɲasaatɨkaa tudatikᵉ             |  | 17:00   | ɲasaatɨkaa mɨtatie tomini nda keɗi kon      |  | 23:00   | ɲasaatɨkaa tudatikᵉ             |
| 6:00    | ɲasaatɨkaa mɨtatie tomini nda ʝɨrɨnɨ leɓets |  | 12:00   | ɲasaatɨkaa tudatie nda kɛɗɨ kɔn |  | 18:00   | ɲasaatɨkaa mɨtatie tomini nda ʝirini leɓets |  | 24:00   | ɲasaatɨkaa tudatie nda kɛɗɨ kɔn |

| Ik (LingO)         | Português     |
| ------------------ | ------------- |
| Ɲakasia Kɔnɨkᵋ     | Segunda-feira |
| Ɲakasia Leɓetsikᵉ  | Terça-feira   |
| Ɲakasia Aɗikᵉ      | Quarta-feira  |
| Ɲakasia Tsʼaɡusikᵉ | Quinta-feira  |
| Ɲakasia Tudikᵉ     | Sexta-feira   |
| Ɲaramɨram          | Sábado        |
| Ɲasaɓetᵃ           | Domingo       |

| Ik tradicional    | Ik emprestado | Português |
| ----------------- | ------------- | --------- |
| Kupon             | Janʉwarᵓ      | Janeiro   |
| Ɓetsʼon           | Fɛɓʉrarᵓ      | Fevereiro |
| Daŋ               | Macᵓ          | Março     |
| Lomoᵉ             | Epirilᵒ       | Abril     |
| Kɨnam             | Meyᵒ          | Maio      |
| Namaƙar           | Junᵒ          | Junho     |
| Etsʼa Ɨlɨŋanetikᵉ | Julayᵒ        | Julho     |
| Ɨɗata Ŋɛr         | Ɔgɔstᵓ/Agastᵓ | Agosto    |
| Nakariɓᵃ          | Sɛpɨtɛmɓɔ     | Setembro  |
| Teres             | Ɔkɨtɔɓɔ       | Outubro   |
| Kawes             | Nɔfɛmɓɔ       | Novembro  |
| Raraan            | Ɗɛsɛmɓɔ       | Dezembro  |

| Momentos do dia | Momentos do dia |  | Dias passados e futuros | Dias passados e futuros |
| Ik (LingO)      | Português       |  | Ik (LingO)              | Português               |
| --------------- | --------------- |  | ----------------------- | ----------------------- |
| baratsᵒ         | de manhã        |  | ketsoita kenoo ke       | quatro dias atrás       |
| muku            | de noite        |  | ketsoita nokᵒ           | três dias atrás         |
| ɲaɓaɨtᵓ         | ao amanhecer    |  | notsoo nokᵒ             | dois dias atrás         |
| odatu           | o dia todo      |  | saatso sɨn              | ontem                   |
| odoᵒ            | durante o dia   |  | noodoa (=ne)            | hoje                    |
| tsoikᵒ          | a noite toda    |  | taa baratsᵒ             | amanhã                  |
| widzᵒ/widzekᵒ   | à noite         |  | ketsoi baratsᵒ          | daqui a dois dias       |
| xɨŋatᵓ          | ao entardecer   |  | ketsoita ke             | daqui a três dias       |

### Cumprimentos
| Ik (LingO)   | Português              |  | Ik (LingO)       | Português                 |
| ------------ | ---------------------- |  | ---------------- | ------------------------- |
| Iida?        | Você está aí?          |  | Bɨrɛ ɲci lɔtɔɓᵓ. | Me dê tabaco.             |
| Bia ʝɨɨ.     | Você também.           |  | Atsida ndɛɛ?     | De onde você está vindo?  |
| Epida?       | Você dormiu?           |  | Ƙeesida ndaikᵉ?  | Para onde você está indo? |
| Goneseida?   | Você acordou?          |  | Isio ŋƙan?       | O que está sendo comido?  |
| Iryaida?     | Você ficou o dia todo? |  | Isio ŋƙi?        | O que estou comendo?      |
| Kʉtana is?   | O que é dito?          |  | Didi ɛɗa.        | Apenas chuva.             |
| Ira nti?     | Como é?                |  | Ɲɛƙɛ ɛɗa.        | Apenas fome.              |
| Isiemutio i? | Qual história está aí? |  | Bɨraa mɛna i.    | Não há problemas.         |

### Graus de parentesco
| Ik (LingO) | Português                                        |  | Ik (LingO) | Português                          |  | Ik (LingO) | Português                                               |  | Ik (LingO) | Português                    |  | Ik (LingO) | Português                    |
| ---------- | ------------------------------------------------ |  | ---------- | ---------------------------------- |  | ---------- | ------------------------------------------------------- |  | ---------- | ---------------------------- |  | ---------- | ---------------------------- |
| abaŋ       | meu pai                                          |  | ɛdɛcekᵃ    | esposa do meu irmão mais velho     |  | ɲciɛan     | outra esposa do meu maridoesposa do irmão do meu marido |  | ɲciim      | minha criança                |  | toto       | minha tia materna            |
| boba       | meu avô                                          |  | imacekᵃ    | esposa do meu filho                |  | ɲcinamuⁱ   | irmã do meu maridoesposa do meu irmão                   |  | ŋɡoim      | meu irmão/ã mais novo/a      |  | totoeakwᵃ  | marido da minha tia materna  |
| dadaŋ      | minha avó                                        |  | momo       | meu tio maternofilho da minha irmã |  | ɲcuɡwam    | meu cunhado/a                                           |  | tata       | minha tia materna            |  | totoim     | criança da minha tia materna |
| ɲciemeta   | meu sogro/a                                      |  | momocekᵃ   | esposa do meu tio                  |  | ɲcicekᵃ    | minha esposa                                            |  | tataeakwᵃ  | marido da minha tia paterna  |  | yaŋ        | minha mãe                    |
| ɛdɛ        | meu irmão mais velhomeu primo paterno mais velho |  | momoim     | meu primo materno                  |  | ɲcie̯akwᵃ   | meu marido                                              |  | tataim     | criança da minha tia paterna |  | yea        | minha irmã                   |

1. ↑  Visão da 1SG

### DItados populares
| Ik (LingO)                                                          | Português                                                                        |
| ------------------------------------------------------------------- | -------------------------------------------------------------------------------- |
| Na ima na kwatsa zɛƙwɛtɔɔ karatɨɛ babatie, ipeɗa ntsia badonikᵉ.    | Se uma criança pequena senta no banco de seu pai, ela está o condenando à morte. |
| Ima na kwɛrɛxɨɛ tatios.                                             | Uma criança de cabelos cinzas é abençoada.                                       |
| Ima na xɛɓa ntsiƙwaatetesiicoo iriameta ɦyekesia na zikibᵃ.         | Uma criança que respeita seus pais terá uma longa vida.                          |
| Cɛma cikoroiko sedikee ŋʉra didia sedikoo dii.                      | Brigar pelos limites de campos impedirá a chuva nesses mesmos campos.            |
| Na atsʼɛsɛ daŋa ni tsa, buanatᵃ.                                    | Se formigas brancas secas são comidas, sua quantidade aumenta.                   |
| Na tsʼɨƙa inuƙotuo loɗurua, baduƙota kɔnɛɛna amee awoo dee.         | Se abelhas colonizarem um celeiro, uma pessoa daquela casa morre.                |
| Ceka na mɨta bɔƙatɨnɨ nta itamaani tɛbɨɛ mɛsɛa domaᵒ, muɗukanuƙotᵃ. | Uma nova noiva não deve pegar cerveja da panela ou fica cega.                    |
| Ima na kwatsa na ŋƙa ɗamʉa inoᵉ, ɨɓaaŋʉƙɔtᵃ.                        | Uma criança pequena que come o cérebro de um animal se torna estúpida.           |

## Menções
O ik foi tema de um problema numérico da APLO (Olimpíada de Linguística da Ásia-Pacífico). Ele pode ser acessado aqui.